# Vysídlení Němců z Československa
Vysídlení, odsun či vyhnání Němců z Československa (německy Abschiebung / Vertreibung der Deutschen aus der Tschechoslowakei) v letech 1945–1946 byla masová deportace německého obyvatelstva z Československa (ČSR) po skončení druhé světové války. Měla do značné míry charakter etnické čistky, místy doprovázené násilnými excesy včetně několika masakrů německých civilistů na jaře a v létě 1945. Šlo nejen o reakci na nedávnou politiku nacistického Německa hlavně v Protektorátu Čechy a Morava (zčásti také na Slovensku), jehož okupační správa se vůči českému obyvatelstvu soustavně dopouštěla rozsáhlého teroru. Dalším důvodem bylo podezření, že naprostá většina Němců žijících na českém, resp. československém území sympatizovala s nacistickou politikou. V neposlední řadě šlo o prevenci eventuálního budoucího zneužití situace podobné rokům 1938/1939 k napadení československého státu pod záminkou ochrany německé nebo jiné národnostní menšiny. Svou roli sehrálo také umožnění rozsáhlých konfiskací majetku Němců a kolaborantů ve prospěch československého státu v kontextu současného všeobecného znárodňování bank, pojišťoven, těžebního průmyslu, velkých průmyslových podniků a velkostatků jakož i poválečné hospodářské obnovy. A konečně je nutno zmínit obavy z možných budoucích problémů souvisících s tehdy těžko představitelným dalším soužitím českého národa s německou národnostní menšinou v ČSR a jejím eventuálním opětovném usilování o sebeurčení. Jednalo se o další vysídlování pohraničí po vysídlení Čechů ze Sudet.
Myšlenku snížit počet Němců v ČSR odstoupením některých pohraničních výběžků, o které se uvažovalo i v době vzniku ČSR, Beneš použil již v září 1938 během mnichovské krize. Po 2. světové válce přední českoslovenští politici využili poválečné atmosféry naplněné odporem a nenávistí vůči Němcům a potažmo ke všemu německému. Několik dekretů prezidenta Edvarda Beneše tvořilo podklad pro jejich poválečné vysídlení. Sám byl také o nutnosti odsunu německého obyvatelstva přesvědčen. Ústavním dekretem o úpravě československého státního občanství osob národnosti německé a maďarské byli Němci zbaveni československého občanství a stali se tak na území Československa cizinci, následně byli vyhnáni a jejich majetek propadl konfiskaci..
Odhadem bylo vystěhováno 1,3 milionu německých obyvatel do americké okupační zóny Německa a 800 000 lidí do sovětské zóny. Určitý počet Němců hlavně z jižní Moravy a jižních Čech se dostal do tehdy vítěznými mocnostmi rovněž okupovaného Rakouska. Zemřelo při tom asi 30 000 lidí. Poslední transport s vysídlenými Němci proběhl 29. října 1946. Podle ministra vnitra Václava Noska bylo k 1. listopadu 1946 vysídleno 2 170 598 osob, z toho 1 420 598 do americké zóny a 750 000 do sovětské zóny. V Československu zůstalo okolo 300 000 Němců, o jejichž ponechání na území republiky rozhodla vláda. Šlo o pracovníky v průmyslu a hornictví a také o osoby v manželství s osobami české nebo slovenské národnosti. U části z nich počítal Václav Nosek s dodatečným odsunem.
Vysídlení Němců mělo svůj původ nejen v poválečné protiněmecké náladě českého národa, ale i v politickém programu politiků, kteří se na celé akci aktivně podíleli společně s armádou a revolučními gardami. Ještě před Postupimskou konferencí docházelo při „divokém“ odsunu na principu kolektivní viny k násilí, krvavým excesům i vraždám civilních Němců, ale i k loupení a okrádání. Nelze však paušálně tvrdit, že se při těchto excesech jednalo o záměrnou politiku československé reprezentace, podle které mělo být ještě před jednáním tří poválečných velmocí vysídleno co největší množství Němců, vzhledem k tomu, že podpora předem odsouhlaseného vystěhování ze strany západních mocností ochabovala.

## Historie vysídlovací politiky

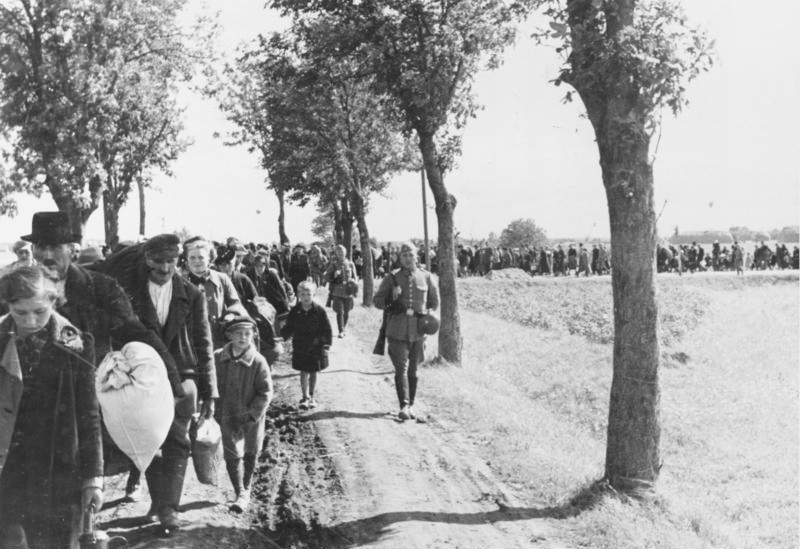
Vyhoštění Poláků po německé invazi do Polska v roce 1939. Na jejich místo přišli němečtí kolonisté, což bylo součástí plánu poněmčování západního Polska.

Myšlenka masového transportu obyvatelstva vznikla již po první světové válce. Řešení komplikované národnostní skladby a z ní pramenících těžkých konfliktů a nepřekonatelných antagonismů, zejména ve střední a východní Evropě, mělo přinést „zjednodušení národnostního složení“. Jedním z prvních, kdo toto opatření propagoval, byl například francouzský sociolog Bernard Lavergne. Vysídlení bylo použito při řešení vztahů mezi Řeckem a Tureckem na Balkáně a v Malé Asii v letech 1922–1923 po řecko-turecké válce. V meziválečné Evropě se však jednalo o výjimečné řešení. Komplikované národnostní složení řešila také opatření versailleské konference.
Politici zastupující německou menšinu se snažili o vytvoření „německého Rakouska a „Střední Evropy“. Usilovali o německý hegemonický stát. Tím se také německá centralistická politika dostala do střetu s tradičním českým federalismem. Což se projevilo v posledních dnech monarchie snahou sudetských Němců stát se součástí jednotného německého státu. Česká strana usilovala o samostatný český stát. Tento „konflikt mezi českými a německými politiky nevyřešilo vyjednávání, ale rozhodnutí evropských mocností.“ Dobovou atmosféru vztahu většiny Čechů a Němců v počátcích republiky vystihují slova jinak umírněného ministerského předsedy Vlastimila Tusara: „Naděje na dohodu mezi Čechy a Němci o ústavě téměř nebyla. Nebylo žádného mostu mezi připravovanými ústavními návrhy a oněmi autonomistickými plány, jimiž v té době vřel každý německý politik a každý německý časopis. Mezi českým a německým snažením byl rozpor nepřekonatelný, Češi chtěli stát sjednotit, Němci co nejvíce oddělit od Čechů.“ Mnichovskou dohodou, vynuceným odstoupením Sudet Německé říši, ale také první vídeňskou arbitráží rozsáhlých území na Slovensku, Podkarpatské Rusi a Maďarsku, došlo v roce 1938 k eskalaci celého česko-německého problému. Během protektorátu a válečných událostí se napětí mezi Čechy a Němci prohlubovalo.
Špatné zkušenosti s ochranou menšin v rámci Versailleského systému a s uznáváním národnostních nebo jazykových menšin byly hlavním signifikátorem pro vysídlování menšin během války, ale také řešením „německé otázky.“ Menšiny měly prostě zmizet z území. Posedlost čistotou národa (Sauberkeitswahn) se ve střední Evropě objevila jistě i dříve, ale Hitler ji během války značně oživil a doplnil o rasovou nadřazenost národa. K odstranění slovanských národů z Čech (v rámci konečného řešení české otázky), Polska a evropské části Sovětského svazu, zčásti formou vysídlení za Ural, a k jejich náhradě Němci byl vytvořen Generalplan Ost. Bezpečnost byla hlavní motivací poválečné československé národnostní politiky a ta byla chápána přes kolektivní příslušnost k národu. Teprve pak přicházely v potaz i politické názory nebo jiné prvky náhledu na populaci. Londýnská exilová vláda a tři první poválečné kabinety přikládaly realizaci odsunu Němců veliký bezpečnostní význam. Velmoci souhlasily s vysídlením pod podmínkou, že bude provedeno humánním způsobem. Vysídlení části německého obyvatelstva bylo v poválečné situaci považováno za legální a preventivní řešení otázky menšiny, která mohla být i nadále zdrojem napětí v mezinárodních vztazích. Vysídleni byli také mnozí Němci ze Slovenska, (Karpatští Němci německy Karpatendeutsche).

## Exilová vláda – od podzimu 1938 do dubna 1945
Ministr Jaromír Nečas představil v Paříži v polovině září 1938 „pátý plán“ prezidenta Edvarda Beneše, v němž poprvé navrhl částečné přemístění Němců. V letech 1940–1941 přemýšlel Beneš dokonce i nad vlastní německou samosprávou v převážně německy osídlených teritoriích. Domácí odboj byl zásadně proti. V mezinárodním kontextu žádala o odsun všech Němců z odstoupeného území jako první na podzim 1939 polská exilová vláda v Londýně. Kritizovala jednání Edvarda Beneše, která v exilu vedl od 3. září 1939 s představiteli sudetoněmeckých sociálních demokratů, zejména s předsedou Wenzelem Jakschem.

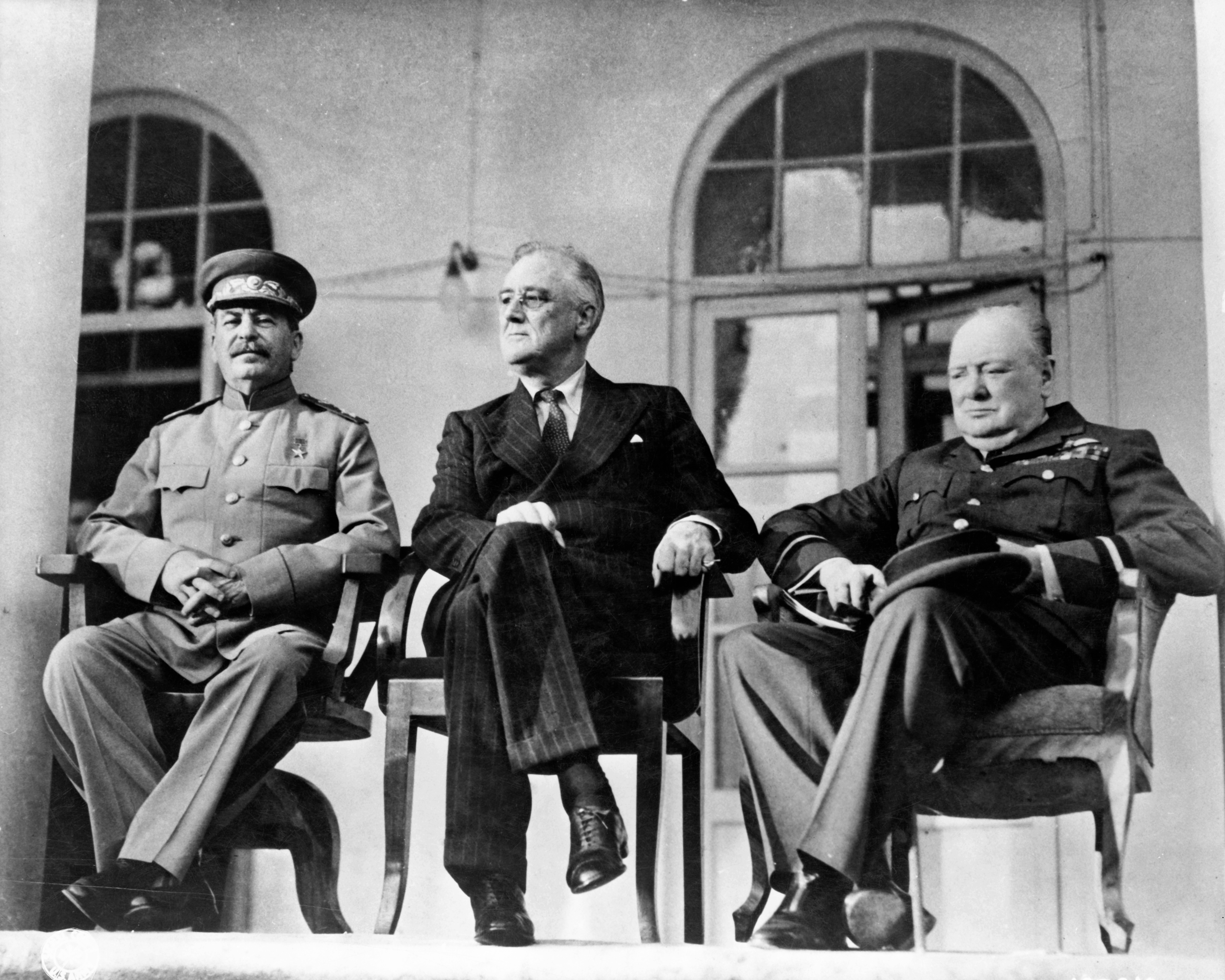
Stalin, Roosevelt a Churchill souhlasili s poválečným vysídlením Němců z Československa

Britská vláda souhlasila s transferem německých minorit ze střední a jihovýchodní Evropy na základě memoranda 2. července 1942,[rozpor] o čemž byl E. Beneš informován britským ministrem zahraničí A. Edenem 7. července 1942. Následně ale také v říjnu 1942 Benešovi doporučila, aby při budoucí realizaci odsunu nekladl příliš velký důraz na kritéria a posuzování viny či neviny jednotlivých Němců. Pod tlakem neustálé kritiky odbojářů z vlasti musel Beneš přerušit kontakty s představiteli sudetoněmecké sociální demokracie vedené Jakschem. Asi tak od druhé poloviny roku 1942 se otázka transferu Němců stala pro československé politiky v Londýně prioritou. Proběhla různá jednání a na konci roku 1943 získal Beneš souhlas od Velké Británie, Spojených států a Sovětského svazu k hromadnému transferu německých menšin do poraženého Německa.
V Moskvě představil Beneš v listopadu 1943 svoji myšlenku „započít hned po osvobození republiky s nuceným vysídlením vymezených skupin tak či onak provinilých Němců“. Beneš zde vyslovil také přání, zbavit se přesídlením nejméně dvou milionů Němců, ale dodal, „že čím více jich bude pryč, tím lépe“. V Moskvě se také dohodl na další poválečné spolupráci s exilovým vedením KSČ. 13. května 1943 dal souhlas k celkovému odsunu Roosevelt při Benešově návštěvě v USA. Při ní (v USA) také obdržel Beneš souhlas sovětské vlády, a to prostřednictvím sovětského velvyslance Bogomolova.
Na konci podzimu 1944 předala československá vláda Evropské poradní komisi (European Advisory Commission) a následně představitelům tří velmocí (a také Francii) svá stanoviska. Na území republiky mělo podle vlády zůstat po hlavní vlně odlivu asi osm set tisíc Němců, kteří by měli být občansky integrováni a etnicky asimilováni. O „revolučním vyhnání“ nebylo v materiálech ani slova. Naopak náznakem se zde objevila spekulace, „že přibližně půl milionu Němců z československého státního území po válce v důsledku vzniklé situace uprchne a že poté bude následovat (po dobu dvou let) organizovaný odsun dalšího zhruba milionu šesti set tisíc osob.“ Britská a americká strana zaujala ve svých odpovědích k memorandu vlády „vyčkávací“ pozici. Beneš se zmínil o nadcházejícím pobytu v Moskvě a nastínil možnost provést akci se Sověty.

### Exilová příprava „domácí revoluce“
Myšlenka revolučního vyhánění Němců se objevovala u exilové vlády od samého počátku.
„… bude však záležet na Vás doma, aby Němci byli zatlačeni a vytlačeni co nejvíce a co nejdále. S tím se tu počítá, že to hlavní bude doma nakonec a že to bude krvavé, a ne procházka po Václavském náměstí jako roku osmnást. Jde tedy o to, aby se docílilo doma co nejvíce…“
 Z depeše Prokopa Drtiny Vladimíru Krajinovi z 9. 12. 1940,  
V lednu 1942 Beneš exilovému kabinetu navrhl zajistit předmnichovské hranice „a nechat prostě průběh událostem revolučním, jež po pádu Německa s jistotou přijdou“. S takovým postupem „domácí revoluce“ byla srozuměna i zvláštní „Studijní skupina“ londýnského ministerstva národní obrany. V červenci 1943 tato skupina vypracovala čtyři návrhy odsunu:

1. Transfer asi dvou milionů Němců bez odškodnění za majetek, ovšem se souhlasem velmocí.
2. Odstoupení menších částí pohraničního území v kombinaci s vysídlením maximálně devadesáti – přinejmenším však zhruba pětasedmdesáti procent Němců.
3. Výměna Němců za Čechy žijící v zahraničí a Lužické Srby, s předpokladem následné asimilace zhruba milionu Němců, kteří by v republice zůstali.
4. Čtvrtá varianta kalkulovala s možností, že se československé armádě podaří ve fázi takzvaně řízené revoluce obsadit co nejrychleji předmnichovské hranice a že se během asi jednoho týdne vysídlí z území historických zemí neméně než dva miliony 846 tisíc Němců (a k tomu ještě 649 tisíc Maďarů ze Slovenska a Podkarpatské Rusi a 78 tisíc Poláků ze Slezska), načež v dalším týdnu postihne stejný osud dalších 381 tisíc Němců (nyní mimo jiné i ze Slovenska a Podkarpatské Rusi), vystěhovaných z vnitrozemí železničními transporty. V návrhu se předpokládalo, že každý vysídlenec by si mohl vzít zavazadla v množství a váze, jež bude moci sám unést, přičemž by se transfer uskutečnil z pohraničních okresů do vzdálenosti asi padesáti kilometrů vzdušnou čarou od hranic pěšky, což mělo představovat šedesát až pětasedmdesát kilometrů pochodu. Z ostatních okresů se měli Němci přepravovat přistavenými vozidly (vlaky). Tato koncepce se v některých ohledech přibližovala obsahu a cílům plánu, na němž pracovala v počátcích odboje nejvýznamnější organizace Obrana národa (ON)…“

T. Staněk - A. von Arburg, Organizované divoké odsuny? (květen až září 1945)  

V březnu 1944 se Studijní skupina ministerstva národní obrany prezentovala s novým návrhem „řízené revoluce“, kterou preferoval nejen Beneš, ale také armáda. Svůj nový elaborát představila jako „údobí násilí, teroru a bez oficiální úřední kontroly, a tudíž i zodpovědnosti ze strany vládních činitelů“. V materiálu se doslova psalo: „Bude to domácí revoluce proti německému utlačiteli, za niž nemůže býti nikdo činěn zodpovědným.“ Zároveň poukazovala na skutečnost, že jako první by měla vstoupit do Československa Rudá armáda, jelikož v opačném případě by pak bylo vystěhování starousedlíků z řad Němců téměř nemožné nebo velmi obtížné. I když Beneš navržené pořadí vysídlovacích etap nepřevzal, stále o takzvaném „odsunu na černo“ uvažoval:
„… Opočenský uvádí, že se před ním Beneš vyjádřil v tom smyslu, že by si přál, „abychom ihned vyhnali všechny gestapáky, ordnery, henleinovce, profesory učitele, tedy celkem asi 600.000 lidí". Ostatní Němci by pak byli vystěhováni během pěti let, přičemž Beneš nevylučoval, že by se to dalo provést v kratší době – do dvou let…“
T. Staněk - A. von Arburg, Organizované divoké odsuny? (květen až září 1945), 
Prokop Drtina adresoval domácím odbojovým skupinám 16. července 1944 prezidentovu představu o vysídlení Němců a vybídl odboj, aby zahájil brutální občanskou revoltu ještě před mezinárodním řešením německé otázky. Na instrukce Drtiny odboj zareagoval: „… rozumíme a bude připraveno vše, aby tímto směrem byly vedeny davové instinkty, nahromaděné k výbuchu pomsty, ostatně zcela přirozeně.“ Při přípravách svého návratu do vlasti Beneš údajně poznamenal, „že by raději přijel až o dva týdny později, až se lid dostatečně vybouří.“

### Před osvobozením
Ústřední vládní orgány i představitelé československé armády se odvolávali na vládní program z dubna 1945. Text programu ale v žádném případě neupravoval přípravu a provedení plošného masového vysídlení Němců. Zástupci politických stran Národní fronty jednali v Moskvě v březnu 1945 o složení nové poválečné vlády a jejím programu a to na podkladě návrhu KSČ. V této době se na státní návštěvě v Moskvě nacházel také prezident Beneš.
V osmé kapitole Košického programu je zmínka, že „strašné zkušenosti, jichž se Češi a Slováci dožili s německou a maďarskou menšinou“, povedou v obnovené republice k „hlubokému a trvalému zásahu“. Němcům, „kteří zůstali jako antinacisté a antifašisté republice věrni, mělo být jejich československé státní občanství potvrzeno, ostatním (pokud je dříve měli) se mělo odejmout.“ Připuštěna byla také možnost opce.
Opustit republiku měli pouze říšští Němci, kteří se přistěhovali po roce 1938 a odsouzení sudetští Němci, pokud by je nepostihl trest smrti. Co se stane s velkou masou bez občanství, pokud nebudou optovat nebo občanství z jiného důvodu nezískají zpět, program neřešil. Retribuce rozváděla devátá kapitola programu, desátá hovořila o národní správě a v jedenácté kapitole se mluvilo o konfiskaci zemědělského majetku a o pozemkové reformě, která měla „postihnout“ jen provinilé Němce, „kteří svou činností přispěli k rozbití republiky nebo aktivně podporovali okupanty.“ 17. dubna 1945 odvysílal moskevský i londýnský rozhlas provolání Košické vlády:
„… Dejte vyvříti ze svých srdcí živelné nenávisti vůči německým katanům. Vzpomeňte na všechna hrozná muka během šesti let německé okupace a uvědomte si, že nyní přišla chvíle odplaty za krvavé popravy Heydrichovy, Daluegeovy a Frankovy, za smrt popravených a umučených, za utrpení vězněných, za ponížení zotročených, za slzy a žal tolika nešťastných rodin našeho národa. Jděte účtovat s Němci za všechna jejich zvěrstva a neznejte slitování s německými vrahy. Zúčtujte nemilosrdně i se zrádci národa a republiky!…“
Český odboj a Květnové povstání: Sborník dokumentů 1943-1945. Praha, Svoboda 1973, s. 347

### Květen 1945
Pokyny k odsunu byly předány veřejné správě na Moravě, a to bez závazného mezinárodního souhlasu s konfiskací majetku, s masovou internací, pracovní povinností a s odsunem také starousedlých Němců. To vše v době, kdy se vláda v Praze ještě nenacházela. Zemský národní výbor pro Velké Brno svolal na 3. května 1945 zasedání a z úst nadporučíka Bedřicha Steinera (po návratu s československými vojenskými jednotkami z východu) zazněla slova o nutné „koncentraci“ Němců. 7. května 1945 se setkali ministři generál Ludvík Svoboda, Václav Nosek, Bohumil Laušman, Jaroslav Stránský a František Hála, náčelník Hlavního štábu (HŠ) ministerstva národní obrany generál Bohumil Boček a velitel Národní bezpečnosti Bedřich Pokorný se zástupci Národního výboru v Brně. Svoboda s Noskem promluvili také z radničního balkonu k davu na náměstí. 9. května provolávali Nosek, Stránský, Laušman a Hála z balkonu radnice ke shromáždění znovu a jejich cesta vedla následně do Jihlavy, kde jednali se zástupci revolučního národního výboru o vysídlení zdejších Němců.
Generál Svoboda zaslal do Jihlavy 21. května přislíbený třetí prapor samopalníků čtvrté brigády prvního československého armádního sboru. Následující den se osobně objevil s pokynem dostat všechny Němce v Jihlavě za hranice. 23. května dorazila do města další armádní posila. Ještě ten den byli Němci (pěšky a pak částečně po železnici) vedeni k československo-rakouské hranici. 12. května podal Zdeněk Fierlinger ve vládě návrh, aby vláda v rozhlase vyzvala obyvatelstvo a také bezpečnostní složky k upuštění od násilností a „lynčů“ na Němcích, načež Kopecký a Nosek byli zásadně proti.

### Projevy prezidenta Edvarda Beneše
Prezident Edvard Beneš přiletěl z exilu přes SSSR a několik dní pobyl nejprve v Brně. I on promluvil 13. května ke shromážděnému rozvášněnému brněnskému davu na náměstí:
„… Nyní se dáme hned do práce. A budeme dělat pořádek v městě Brně s Němci a všemi ostatními. (Potlesk.) Můj program je — já to netajím — že otázku německou musíme v republice vylikvidovat. V této práci budeme potřebovat všech sil všech vás…“
Citováno podle deníku Čin, (13. 5. 1945)
Jeho proklamovaný názor zazněl v Brně ještě jednou o dva dny později v Kounicových kolejích (což byl od konce dubna 1945 internační tábor pro Němce, zrádce a kolaboranty) a samozřejmě také po příjezdu do Prahy 16. května na Staroměstském náměstí. kde ještě blíže vysvětlil co myslí vylikvidováním německé otázky: 
„..bude třeba .....nově vytvářet poměr Čechů a Slováků a vylikvidovat zejména ne kompromisně Němce v zemích českých a Madary na Slovensku, jak se jen likvidace ta dá v zájmu jednotného národního státu Čechů a Slováků vůbec provést. Heslem naším budiž: definitivně odgermanizovat naši vlast, kulturně, hospodářsky, politicky.“
k tématu německého odsunu se vrátil ve svém proslovu ještě 10. června při vzpomínkové slavnosti v Lidicích. Při projevu v Táboře projevil celkem nekompromisní stanovisko.

### Revoluční nálada

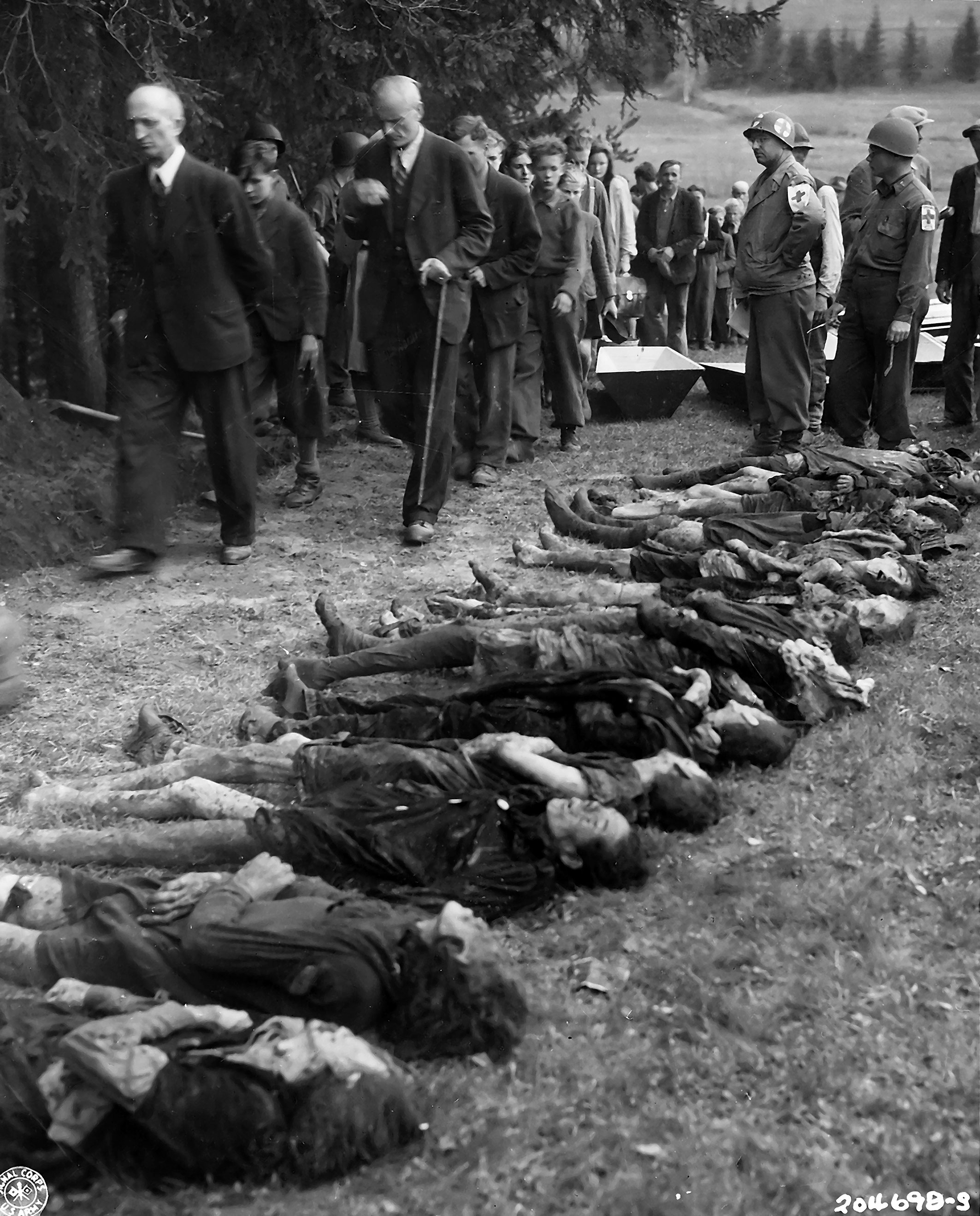
Československo – obec Volary. Němečtí civilisté byli donuceni členy americké armády projít kolem mrtvých těl 30 židovských žen, které měly na svědomí jednotky SS

Nahromaděné emoce domácího českého obyvatelstva se počaly uvolňovat jednak po ještě živých zkušenostech z německé okupace či dojmech z nacistických pochodů smrti, represí a hrůz koncentračních táborů i po stále přitvrzujících proslovech politiků, které se objevovaly samozřejmě i v tisku. Revoluční náladu umocňovaly i různé letáky (například „Naše desatero“ z jara 1945) a výzvy v ilegálních časopisech (například Pěst).
„… Rozhodněme se, že musíme republiku odgermanizovat, všude a ve všem. Přemýšlejte, jak to učiníme. Půjde o odgermanizování jmen, krajů, zvyků – půjde o všechno, co se vůbec odgermanizovat dá. Dnes přichází pro to doba. Vzpomínejte, co germanizací se nám za ta staletí od dob husitských stalo. Tož heslem naším bude: Všude a ve všem odgermanizovat republiku…“
Mladá fronta, (17. 6. 1945), s. 2; Svobodné slovo, (17. 6. 1945), s. 1 n.
Na rozvášněnou náladu vojáků, bojujících na frontách a nyní se vracejících domů, měly vliv zkušenosti s válečnými hrůzami, jakož i rozkazy jejich velitelů. Například velitel první divize generál Oldřich Španiel měl prohlásit, že „zúčastněným tento úkol závidí", a dodal "máte zde velkou možnost - a pamatujte, že dobrý Němec je mrtvý Němec. Čím méně jich zůstane, tím méně budeme mít nepřátel. Čím více jich přejde přes hranice, tím více budeme mít nepřátel“. Generál Julius Fišer pro změnu zase tvrdil, že u ozbrojených jednotek Alex „panovalo bojové nadšení veliké, avšak bojová kázeň chabá.“ Problematické jistě bylo i řešení narychlo sestavených ozbrojených skupin, které jednak pocházely z různého sociálního i kulturního prostředí, ale jejich příslušníci byli navíc prodchnuti velkou nenávistí k nepříteli.

## Vysídlení

Sudetskoněmecké oblasti

Vysídlení Němců začalo ještě před koncem války evakuací sudetských Němců před postupující frontou. K samotnému vyhánění začalo docházet již v průběhu Květnového povstání, kdy také začaly útoky na německé civilisty. 2. srpna 1945 obsahovala Závěrečná zpráva z konference Velké trojky v Postupimi ve třináctém článku (mimo odsouhlasení „spořádaného a lidského“ vysídlení německého obyvatelstva z Československa, Polska a Maďarska) také žádost, aby „prozatím až do důkladného projednání celé akce ve Spojenecké kontrolní radě pro Německo bylo od dalšího masového vyhošťování upuštěno“.

### Divoký odsun a nástup ozbrojených sil

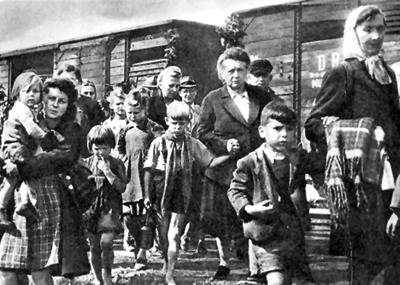
Československo – vysídlené sudetoněmecké obyvatelstvo 1945

Od druhé poloviny května až do září roku 1945 se v německých dějinách označuje tato fáze „divokým“ nebo také „živelným vyhnáním“ (wilde Vertreibung/Austreibung), v českých dokumentech narazíme na výrazy „divoký“, „živelný“ nebo „neorganizovaný odsun“. Nucené hromadné opuštění domova znamenalo pro všechny postižené dlouhodobé trauma.
Úkolem znovu vznikající československé armády bylo obsazení pohraničí a zajištění státních hranic. Tvořily ji jednotky ze zahraničí: První československý armádní sbor ze Sovětského svazu (včetně první československé samostatné tankové brigády) od poloviny května 1945 nesoucí název První československá armáda a Československá samostatná obrněná brigáda ze Západu. Doma byly po mobilizaci v pohotovosti strážní, asistenční a další oddíly nově zřízených posádkových velitelství. K nim se připojovaly různé dobrovolnické jednotky, jako třeba existující nebo právě vznikající partyzánské skupiny. Podle vládní vyhlášky z 27. května 1945 k nim přibyly od začátku června 1945 nejmladší odvedené ročníky s vojenským výcvikem a záložní důstojníci v rámci branné pohotovosti státu podle paragrafu 27 branného zákona.
Během květnového povstání vzniklo v Praze revoluční vojenské velitelství „Alex“ (krycí jméno generála Františka Slunečka) jemuž pak velel generál Zdeněk Novák, náčelníkem štábu byl jmenován podplukovník Raimund Mrázek. Velitelství Alex bylo pověřeno ministerstvem obrany obsadit pohraničí severozápadních, severních a severovýchodních Čech, kde už fungovali od konce války partyzáni, místní bezpečnostní složky z řad Čechů, ale i němečtí antifašisté, příslušníci Národních střeleckých gard atp. Všechny jednotky jednaly na základě pokynů z posádkového velitelství, místních a okresních národních výborů a potažmo přímo ministerstva národní obrany, ministerstva vnitra a Komise pro vnitřní národní bezpečnost (KVNB) v Praze. Existovaly i jednotky jednající zcela svévolně. Ještě před polovinou května 1945 vypravil První československý armádní sbor speciální motorizované asistenční oddíly do oblasti Chomutova, Liberce a na Svitavsko.

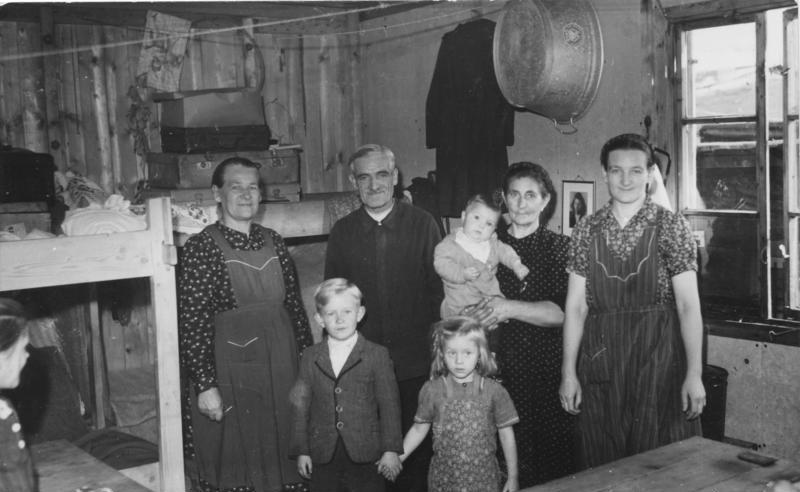
Bavorsko, Hof Moschendorf – většina uprchlíků musela projít jedním z 1 381 utečeneckých táborů (stav v Bavorsku v roce 1946), kde byli přerozdělováni do dalších míst. Už na konci války v květnu 1945 žilo v Bavorsku 734 tisíc utečenců, kteří sem uprchli nebo byli evakuováni před hrůzami války a blížícími se spojeneckými vojsky. Situace v poválečném Německu byla chaotická, mnoho měst bylo zničených a demokratické zřízení ještě nebylo zavedeno. V následujících týdnech a letech se mělo do Bavorska nahrnout celkem 1 924 000 uprchlíků (podle sčítání lidu z roku 1950). Největší skupinu mezi nimi – 1 025 000 uprchlíků - tvořili sudetští Němci.

Ministr národní obrany Svoboda pověřil velitele „Alexu“ generála Nováka obsazením a vyčištěním pohraničí a zajištěním klidu a pořádku a to za spolupráce s Rudou armádou, okresními či místními národními výbory. Přítomný podplukovník Mrázek vypověděl, že před odchodem Svoboda pronesl: „Cokoli podnikneš pro zajištění Čech, k tomu ti dávám absolutní plnou moc, za kterou stojím do všech důsledků.“ Pod „Alexu“ spadaly i další oddíly – v prostoru mezi městy Kladno, Unhošť a Beroun pod generálem Juliem Fišerou, skupina podplukovníka Viléma Konvalinky v Mělníku a skupina „Slunečko“ („velitelství Sever“) v oblasti Mladé Boleslavi a Turnova, které velel major Karel Cerman. K tomu přibyl operační prostor posádky v Hradci Králové pod velením generála Josefa Janáčka.
Rozkazy revolučním ozbrojeným složkám udělovali vládní činitelé, potažmo ústřední orgány státní správy, většinou přímo. Například plukovník a velitel jihočeských partyzánů Vladimír Hobza vysídlil 22. května 1945 z Vitorazska do Rakouska kolem čtyř až pěti tisíc obyvatel (celkem do 9. června asi 28 500 vysídlenců z jihočeského a jihomoravského pohraničí), což by bez kontroly ústředí v Praze bylo nemožné. Vyhnání obyvatelstva provedené pod velením Hobzy patřilo dokonce k prvním a svým záběrem patřilo k nejvýznamnějším akcím hned po válce.
V oblasti Orlických hor a na Lanškrounsku české Němce vysidlovala partyzánská „divize“ „Václavík“. V samotném městě zřídila revoluční soud a v jeho rámci pak partyzáni přímo na náměstí popravili okolo 20 osob. Jednotky „Václavík“ dále na pokyn generála Josefa Janáčka v Hradci Králové prováděly „čištění“ na území od Liberce po Svitavy, brigáda „Brodecký“ pokračovala od Svitav po Broumov, brigáda „Kapitán“ (také jinak „Hejtman“) zase od Broumova po Nové Město pod Smrkem pod vedením nadporučíka Josefa Mísaře. První písemně zachycený vysidlovací pokyn od ústředních orgánů zněl:
„… Všechny Němce vykažte z území historických hranic. Pro udržení chodu zemědělství a průmyslu (papír, sklo, textilie atd.) ponechte dostatečný počet dělníků a zaměstnanců, kteří se podržují na místě jako cizí dělníci bez občanských práv…“
 Rozkaz velitelství „Alex" z 15. 5. 1945 
Podřízená velitelství v Lounech pod velením plukovníka Procházky se zaměřila na území kolem Mostu, Duchcova a Ervěnic a podplukovník Konvalinka z velitelství v Mělníku pokračoval 16. května na Mělník, Varnsdorf a Českou Lípu. Od 17. května probíhalo „vykázání“ z okresu Trutnov. Z Teplic-Šanova bylo do 23. května vypraveno šest lazaretních vlaků s 2600 německými zajatci a dvanáct vlaků s uprchlíky. 18. května bylo na rozkaz „Alexe“ obsazeno území Liberecka, Frýdlantska, Broumovska a Šluknovského výběžku. Lounský úsek měl na starost železnici — z Mostu do Hrobu, Bíliny a Chomutova, případně až ke Karlovým Varům a z Vejprt do Milostína. Na pomoc přispěchala „revoluční formace“ praporu „Železo“. 18. května byl zřízen první Pohotovostní pluk Národní bezpečnosti (PP 1 NB) a od 12. června už zasahoval ve větších městech severočeského a západočeského pohraničí. 20. května rozkázal „Alex“ uzavřít hranice. 15. května 1945 zasedala Vojenská rada při předsednictvu vlády a mimo dalšího programu schválila rámcové rozložení jednotek První československé armády podél hranice ve čtyřech oblastech: 1. Praha, 2. Tábor, 3. Brno a 4. Bratislava. Při nich měla vzniknout vyšší velitelství a útvary (sbory, divize).
Pluk Revoluční gardy č. 1 (skupina „Albatros“) pod velením plukovníka Emila Borise Boříka byl vypraven 23. května 1945 do prostoru na západ od toku Labe k demarkační linii s Američany na ochranu železniční tratě a objektů v severních a severozápadních Čechách. V podstatě převzal činnost do té doby zde působících partyzánských skupin „Zpravodajské brigády“, praporu „Železo“ pod velením poručíka Nohy, roty „Toledo“ nadporučíka Káše, předsunutého oddílu „Revolučních gard“ z Prahy a jiných. Po vystřídání mu zůstal k ruce partyzánský oddíl „Vpřed“ pod velením Šimka a čtyři obrněné vlaky. Oblastní velitelství Kladno a Hradec Králové přešla 25. května po zrušení „Alexe“ pod velení 1. československé armády.
Americká armáda žádala, aby Němci byli vysidlováni směrem na západ od 13. poledníku (u Božího Daru), takže další evakuace z Karlovarska musely být směřovány k přechodům Ostrov nad Ohří a Jáchymov.
„… V potřebném počtu se měli v zemi ponechat především lidé schopní pracovního využití: ženy ve stáří od třinácti do čtyřiceti roků, zdravé ženy s dětmi ve věku do dvanácti let, pokud se samy nebudou hlásit k vystěhování s hlavou rodiny, a muži ve stáří od čtyřiceti do padesáti roků. Děti ve věkové kategorii od šesti do dvanácti let se měly umístit do zvláštních dětských útulků pod vedením českých školských orgánů se záměrem jejich „převýchovy". Všechny ostatní osoby německé národnosti měly být zkoncentrovány a vždy po padesáti v nákladních železničních vozech, případně i na říčních člunech nebo koňských povozech, dopraveny za hranice ve směru přes Děčín na Drážďany, podle možností až do Pirny (navrátilcům hrozily za překročení hranice sankce). Osobní zavazadla nesměla vážit více než třicet kilogramů na hlavu, z toho nejvýše pět kilogramů mohlo připadat na potraviny (s vyloučením tuku a másla). Před vyvezením Němců bylo třeba projednat s místními veliteli Rudé armády, zda o ně jako o pracovní síly nemají zájem. Pokud jej projevili, bylo třeba zjistit, kam se má (mimo československé území) jejich transport dirigovat. Sporné případy, pokud šlo o určení národnosti, se měly řešit jednotlivě, příslušníci etnicky smíšených rodin se za hranici zatím vypovídat neměli. Rozdíl mezi říšskými a sudetskými Němci se nedělal. Vysídlení tedy podléhali i starousedlíci, pokud nepatřili do skupin definovaných z hlediska aktuálních národohospodářských zájmů nebo zamýšlené „rečechizace“… o antifašistech se ve směrnici nehovořilo…“
Citace z Organizované divoké odsuny?, Staněk, Arburg, Směrnice pro stěhování Němců, Okresní národní výbor v Mělníku a velitelství „Skupiny Konvalinka", 25. květen 1945 
Nelze přesně zjistit, kolik německých obyvatel uprchlo nebo bylo vyhnáno za období, než padlo definitivní rozhodnutí spojeneckých mocností. Podle údajů generálního štábu československé armády opustilo Československo do srpna 1945 asi 560 tisíc Němců. Jiné armádní dokumenty uvádějí, že do 31. července 1945 to bylo 450 tisíc Němců. Osídlovací komise KSČ uváděla, že do srpna 1945 bylo jen do sovětské okupační zóny přijato 750 tisíc Němců z Československa. Pozdější odhady československých úřadů uvádějí pro toto období počet asi 800 tisíc vyhnanců. Problémem všech odhadů je, že z nich nevyplývá počet vyhnaných říšských Němců a uprchlíků, ani kolik z nich bylo německých starousedlíků.

## Řízení „divokého odsunu“

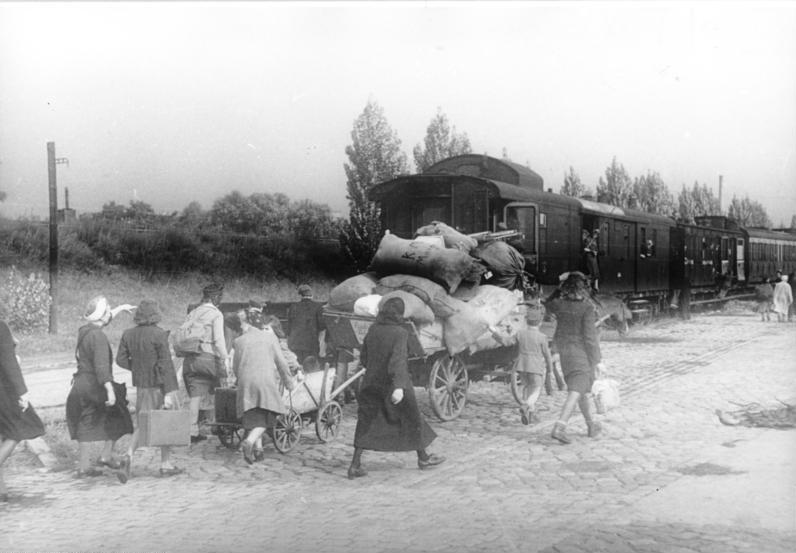
Berlín-Pankow 1946 (nákladní nádraží) – přesídlení vysídleného německého obyvatelstva. V letech 1945 a 1949 byl Pankow městskou čtvrtí v sovětském sektoru Berlína a od roku 1949 do roku 1990 městskou částí Východního Berlína

Prvotní záměr při vysídlení Němců (a Maďarů) použít stále platnou právní legislativu týkající se pobytu cizinců na československém státním území nebyl realizován. „Vyhošťovací“ řízení podle ustanovení zákona č. 88/1871 Říšského zákoníku ve znění pozdějších předpisů o správním řízení (vládní nařízení č. 8/1928 Sb.) totiž povolovalo podat odvolání.
A teprve pokud bylo rozhodnutí právoplatné, mohlo dojít k vystěhování (předtím bylo možné cizince určeného k „vyhoštění“ zadržet jen ve vazbě). Vysídlovací akce z roku 1945 by musely být individuálně zdůvodněny a postiženým písemnou formou oznámeny. Oproti tomu se vysídlení dělo zpravidla jen prostřednictvím tištěných vyhlášek nebo ústní formou příkazu. Jediné právo, které bylo uplatněno, bylo právo zrovna toho silnějšího, pod nátlakem a v mnohých případech s hrozbou nebo použitím násilí. Dá se říci, že možnost odvolání teoreticky ani prakticky neexistovala.

### Příprava norem československou vládou
23. května 1945 prezentoval ministr vnitra Václav Nosek na shromáždění vlády názor, že „čištění republiky se musí státi podle promyšleného plánu. Jinak dojde ke křivdám a chaosu“ a hovořil např. o stížnostech Mezinárodního výboru Červeného kříže. Také navrhl pro potřeby armády vytvoření komise a vypracování vysídlovacího plánu. Tento návrh byl ze strany generála Ludvíka Svobody pozitivně přijat.
Vláda se nakonec usnesla na vytvoření komise skládající se z ministrů vnitra, zahraničí a národní obrany. Ta měla také předložit návrh k vytvoření Úřadu pro vystěhování Němců a Maďarů a k následné plánované kolonizaci. Armáda byla tedy přípravou vysídlení pověřena, ale souhlas k provedení neobdržela. Na konci května projednávala vláda návrh „Vládního nařízení o odsunu cizího obyvatelstva a vnitřním osídlení“ a „Směrnice pro kolonizaci a odsun obyvatelstva“. Ministerstvo vnitra předložilo 1. června novou verzi směrnic, ve kterých reagovalo na podněty z ministerstva zahraničních věcí a národní obrany. Jednalo se hlavně o změny v pořadí území, odkud měli být Němci vystěhováni, ale také o změny ve stanovení pořadí kategorií německého obyvatelstva. 12. června 1945 vyšel v Rudém právu článek:
„… že se ministerstvo vnitra otázkou transferu intenzivně zabývá a že o způsobu jeho provedení bylo již v zásadě rozhodnuto. V první řadě měli podle této zprávy republiku opustit všichni Němci, kteří sem přišli jako okupanti a vykořisťovatelé. Po nich měli následovat (za pozornost stojí použitá „třídní" terminologie) finančníci, podnikatelé, velkoobchodníci, velkostatkáři, průmyslníci a podobně. Pak se počítalo s odchodem ostatních lidí. Neprovinilé osoby, jež však ničím republice neprospěly, měly být odtransportovány také, údajně však i s majetkem. Dále se ve sdělení uvádělo, že odsunový plán bude předložen ke schválení Spojencům…“
Rudé Právo 12. 6. 1945

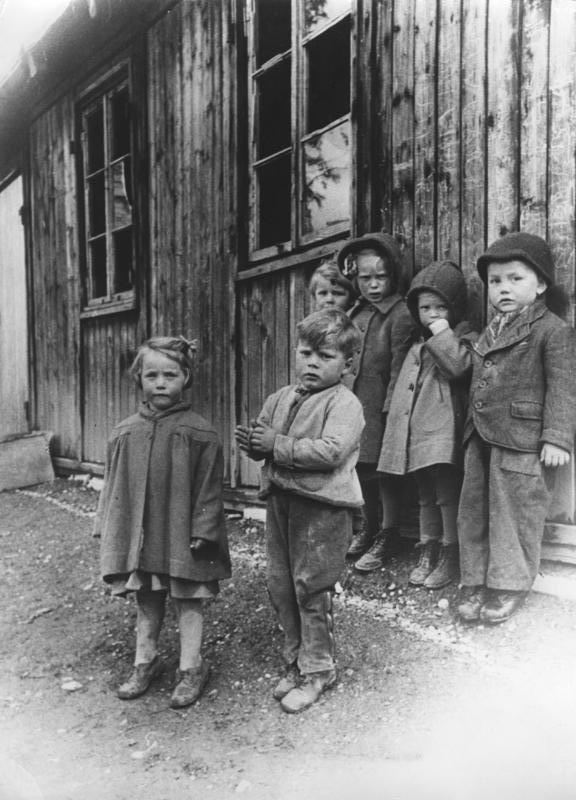
Německo – první utečenecké tábory v roce 1945, děti před ubikacemi.

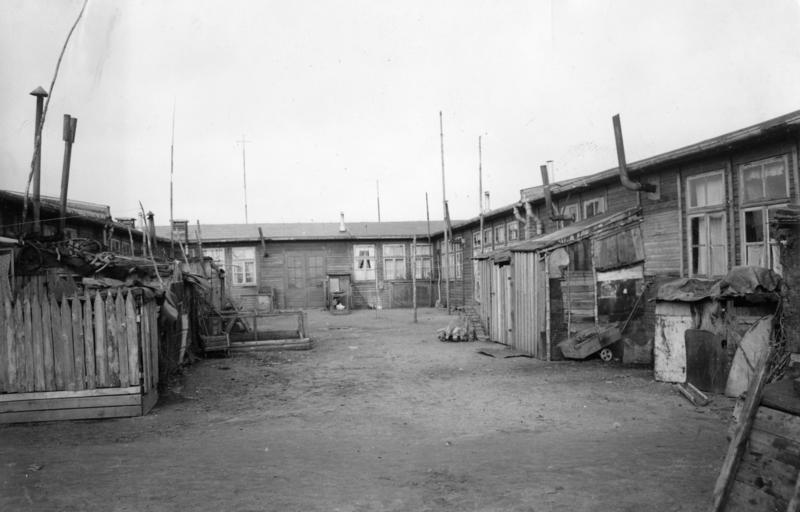
Šlesvicko-Holštýnsko-Eckernförde, v takových podmínkách nacházeli první vyhnaní Němci útočiště. Po skončení druhé světové války v roce 1945 patřil tábor Eckernförde do britské okupační zóny. Britská vojenská správa zde zřídila takzvaný DP (Displaced Persons) tábor s číslem 1206. Skládal se ze tří částí a byl pod dohledem týmu UNRRA. V roce 1947 zde bylo evidováno více než 2500 vysídlenců. Tábory byly v prosinci 1949 zrušeny.

7. června 1945 pracovali zástupci ministerstva vnitra, národní obrany, zahraničních věcí, financí, vnitřního obchodu, ochrany práce a sociální péče na třetí verzi. Použili k tomu znění druhého návrhu „Vládního nařízení o odsunu cizího obyvatelstva a vnitřním osídlení“. Jednalo se o koncept prezidentského dekretu.
Stanovisko ministerstva národní obrany dodávalo: „Celá akce musí být provedena v krátké lhůtě, k technickému provedení je zapotřebí většího počtu ozbrojených jednotek. Způsob provedení vyžaduje použití vojenských metod.“ Úřad předsednictva vlády 13. června 1945 požadoval na premiérovi, aby návrh neprodleně projednal a schválil ve vládě, takže následně čtvrtá verze putovala do kabinetu vlády. Harmonogram vysídlení se měl řídit interními administrativní pokyny.
15. června 1945 se ve vládě projednávala další navržená koncepce dekretu týkajícího se státního občanství. K podepsání mělo ale dojít až po schůzce v Postupimi. Vláda byla také informována o probíhajícím vysidlování Němců a s jeho pokračováním souhlasila a ministra Noska pověřila přípravami nové koncepce, kde by figuroval „Úřad pro osídlení“. Na to reagoval ministr zemědělství Július Ďuriš, který se zasazoval o hlavně o to, aby jeho ministerstvo v zemědělském osidlování hrálo i nadále hlavní roli.
Pátá verze nesla název „dekret o jednotném řízení vnitřního osídlení“, kde došlo pro změnu ke sporu o zastoupení Slovenska při realizaci sídelní politiky. Šestá verze návrhu se poprvé zmiňovala o vzniku takzvané „Ústřední komise pro vnitřní osídlení“ (ÚKVO). 23. června 1945 redakční komise navrhované znění schválila. 25. června 1945 ministerstvo vnitra rozeslalo ústředí sedmou verzi a po dalších korekturách byla nakonec vládou osmá verze schválena. 17. července 1945 byla i se souhlasem Slovenské národní rady pod číslem 27/1945 Sb. „o jednotném řízení vnitřního osídlení“ prezidentem Benešem podepsána.

### Vláda a probíhající vysídlovací akce
Od poloviny června věnovala vláda pozornost usměrňování pokračujících vysídlovacích akcí. 15. června 1945 se kabinet zaobíral transferem Němců. Náměstci předsedy vlády Klement Gottwald a Jan Šrámek, ministři výživy Václav Majer, vnitra Václav Nosek, zdravotnictví Adolf Procházka a průmyslu Bohumil Laušman a přednosta Vojenské kanceláře prezidenta republiky Antonín Hasal reagovali na zprávy z pohraničí a na „nepříznivé a nebezpečné následky neorganizovaného a nepromyšleného odsunu“. Podnáčelník Hlavního štábu ministerstva národní obrany generál Bohuslav Fiala diskutoval o způsobech vysídlování armádou. Proto ještě ten den vláda schválila „Zatímní směrnice pro vojenské správy, resp. vojenské oddíly, provádějící opatření k zajištění nacistických zločinců a odsunu německého obyvatelstva“. Hovořilo se v nich o tom, že Němci nemají být vháněni „bez rozdílu do koncentračních táborů“ a že je žádoucí „přidržet“ je pokud možno k práci. „Provinilé osoby, příslušníci gestapa, SS, SA a aktivní členové NSDAP (též bývalé Sudetoněmecké strany) měli být neprodleně zajištěni a majetek osob zařazených do odsunu nebo internovaných měl být účelně zabezpečen.“ „Respektovat“ se měli prokazatelní antifašisté.
Co však vládní směrnice nestanovily, bylo vlastní provádění vysídlovacích akcí, například typ nebo (rozsah) území, které měli Němci opustit nebo také pořadí takzvaných „odsunových kategorií“. Zvláštní také bylo, že o zaměstnancích v průmyslu a v zemědělství nebo o národnostně smíšených rodinách se směrnice vůbec nezmínily. Generál Fiala je formou výnosu ministerstva národní obrany tlumočil na místa níže. Civilní orgány touto informací disponovaly mnohem déle než třeba tisk. Na doporučení Klementa Gottwalda vypracovalo ministerstvo vnitra tzv. „definitivní“ odsunové směrnice.

### Iniciativní opatření v Praze
Zemský národní výbor rozpracoval 12. června v zásadě první pokyny ústředního civilního orgánu československé státní správy k „okamžitému a plošnému vysídlení“ německého obyvatelstva. Miroslav Kreysa informoval 14. června 1945 radu Zemského národního výboru v Praze o směrnicích, které sestavil společně s Otakarem Machotkou. V Praze němečtí starousedlíci i osoby přistěhované po roce 1938 končili v hromadných internačních a improvizovaných táborech nebo ve zvláštních odděleních soudních věznic (Pankrác, Karlovo náměstí) – v květnu to bylo asi na čtyřiceti místech přinejmenším dvacet až pětadvacet tisíc lidí – nebo byli vysídleni do táborů v okolních oblastech (Terezín, Týnice u Kounic, Nový Bydžov, Lysá nad Labem, Mělnicko, Kladensko aj.) či využíváni při práci na venkově (k 5. červnu prošlo transportem asi sedmadvacet tisíc Němců z Prahy). Miroslav Kreysa (mladý komunista) stál v čele osidlovacího referátu Zemského národního výboru v Praze a od konce léta zastával funkci předsedy centrálního Osidlovacího úřadu pro české země.
Kreysa sehrál při realizaci sídelní a „pohraniční“ politiky až do roku 1950 jednu z hlavních rolí. Po osvobození se aktivně podílel na odsunech a řešení „německé otázky“. Od poloviny května mu byly zasílány situační zprávy z pohraničí a patřil v tomto ohledu k nejinformovanějším aktérům tehdejšího dění. Příkazy pak tlumočil místním orgánům. Tak např. Josef Kotrlý důvěrně hovořil o urychleném vyřešení národní otázky v pohraničí“ a poukazoval na údajně negativní stanovisko západních velmocí. Také se netajil tím, že je nutné, „aby místní výbory samy od sebe revolučním činem udělaly pořádek v pohraničí ještě dříve, než budou podepsány mírové smlouvy“. Kreysa rychle připravil „Opatření k vystěhování Němců“. 12. června už ležel na stole k podpisu předsedy a současně bezpečnostního referenta Zemského národního výboru v Praze revoluční text bez jakéhokoliv se odvolání na právní či jiné ústavní normy (k 12. červnu ještě nevstoupily v platnost žádné konfiskační dekrety ani normy ke státnímu občanství).
„...ZNV nařizuje všem ONV, příp. správním komisím, aby ve spolupráci s MNV a správními komisemi bezodkladně přikročily se vší rozhodnou důsledností k vystěhování německého obyvatelstva z území Čech..."
 T. Staněk, A. von Arburg, Organizované divoké odsuny? Úloha ústředních státních orgánů při provádění „evakuace" německého obyvatelstva., 
17. července 1945 byla z Prahy do pohraničí (Liberce a pak do varnsdorfského, rumburského a šluknovského okresu, ale také do Frýdlantu, Děčína, Teplic-Šanova, Aše a Chebu) vypravena ministerská a zemská komise v čele s předsedou Františkem Lisem a se zástupci ministerstev národní obrany, zemědělství a průmyslu, ale také Sboru národní bezpečnosti. Příkazy měly direktivní podobu. Například předseda František Lis radil vedoucím orgánům tří okresů ležících ve Šluknovském výběžku, aby zabránili ilegálním návratům již vysídlených Němců, „že by měli zpětné překročení hranic potrestat smrtí“ a také dokonce „několik takových exekucí exemplárně“ provést.

### Iniciativní opatření v Brně
Rovněž Moravskoslezský zemský národní výbor připravoval v červnu a červenci 1945 odsun Němců, což po hromadné akci „vyvedení“ Němců z Brna v květnu 1945 bylo i pochopitelné. Spolupracovali především s velitelstvím třetí vojenské oblasti. Vedoucí „evakuační skupiny“ major Vilém Pistorius sepsal hned po odvedení Němců a návratu z hranic 2. června dokument „Zásadní směrnice pro řízení a provádění akce k vyčištění Moravy a Slezska od Němců“ a ten byl 25. června velitelem třetí vojenské oblasti generálem Zdeňkem Novákem a předsedou brněnského Zemského národního výboru Františkem Loubalem podepsán (předseda ostravské expozitury Moravskoslezského ZNV podepsal 29. června). Předáci Zemského národního výboru v Brně si svolali na 18. a 19. července do „Zemského domu“ předsedy moravských okresních národních výborů a okresních správních komisí, kde je ústně seznámili s vysídlením Němců. Úvodní prohlášení směrnic uvádělo:
„...Země Moravská a Slezská bude očištěna od Němců. Za všeobecnou a hlavní zásadu platí, že očištění od Němců nutno provésti ve lhůtě co nejkratší totálně a s tvrdou důsledností až do konce."

Podle návrhu z 2. června měli být vysídleni Němci a Maďaři obojího pohlaví a každého věku, a dokonce i Židé, kteří pro své „smýšlení nebo chování nebyli nacisty pronásledováni". V každé obci ovšem měli dočasně zůstat němečtí faráři a také politicky spolehlivé rodiny, jež by pečovaly o opuštěné domácí zvířectvo a střežily příbytky vystěhovaných německých obyvatel...hovořilo se zde o ustavení funkce „vojenského pověřence" pro vedení akce ve větších územních celcích (severní Morava a Slezsko, střední a jižní Morava), text směrnic kladl větší důraz na úzkou spolupráci lokálních armádních, správních a bezpečnostních složek. „Očistná akce" měla být těsně propojena s „kolonizací" Němci vyklizeného prostoru.

T. Staněk, A. von Arburg, Organizované divoké odsuny? Úloha ústředních státních orgánů při provádění „evakuace" německého obyvatelstva,

## Postupimská závěrečná zpráva

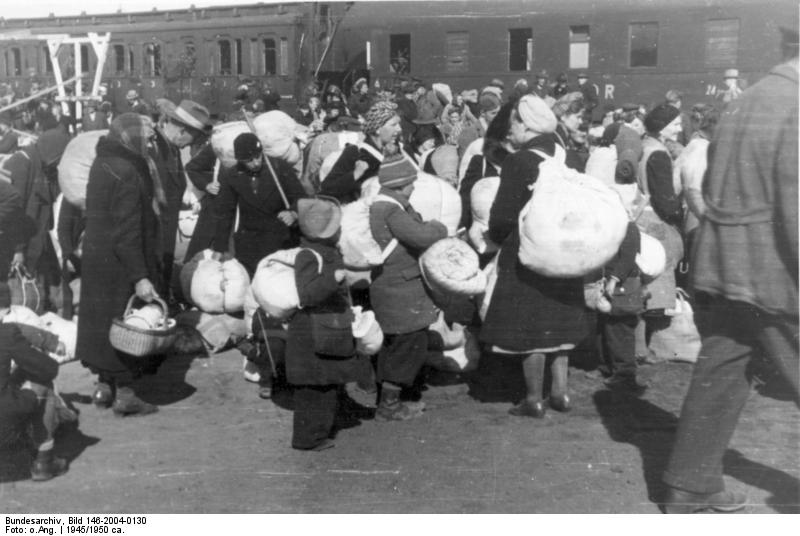
Meldorf, Šlesvicko-Holštýnsko – příjezd vysídleného německého obyvatelstva

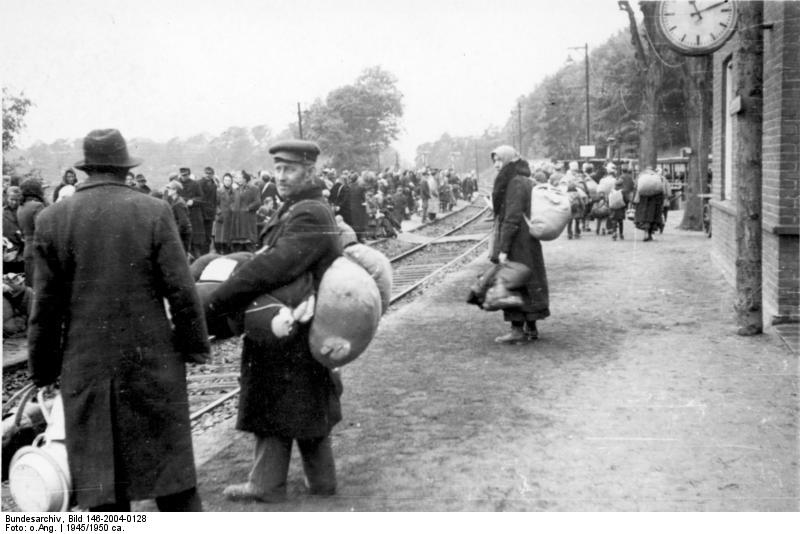
Meldorf, Šlesvicko-Holštýnsko – nádraží po příjezdu vysídleného německého obyvatelstva

3. srpna 1945 informoval ministr zahraničních věcí Jan Masaryk vládu o výsledku jednání v Postupimi a navrhl vypracovat odsunový plán a odsun zastavit. Zdeněk Fierlinger však oponoval, „že se transfer nemá zastavit, dokud sovětské autority to nežádají“. Václav Nosek neměl nic proti, ale doporučil opatrnost. Vláda se nakonec usnesla, „že se v odsunu německého obyvatelstva má pokračovat, pokud to je prakticky bez obtíží proveditelné, že se toto pokračování má popřípadě odůvodnit tím, že bylo již delší dobu připraveno a nelze příslušné opatření zrušit, a hlavně nutno urychlit předložení plánu na provedení transferu“.
Na třináctý článek tedy vláda nereagovala a vláda ani tisk o pozastavení transferu nijak speciálně neinformovaly.
Prezident republiky Edvard Beneš podepsal v přítomnosti ministra vnitra Václava Noska (a filmové kamery) 3. srpna 1945 v půl desáté „Ústavní dekret prezidenta republiky o úpravě československého státního občanství osob národnosti německé a maďarské“. Dekret byl sepsán a datován k 2. srpnu, kdy byla zveřejněna Závěrečná zpráva z Postupimské konference. Jednodenní prodleva v podpisu dekretu byla zřejmě dána tím, že se ještě 2. srpna objevily některé nejasnosti kolem jeho definitivního znění. Vypadá to tedy, že odebíráním státního občanství československým Němcům, Maďarům a dalším skupinám (s výjimkou antifašistů, kteří však museli sami požádat o jeho ponechání) se v londýnském exilu příliš nezabývali. Je tedy jasné, že ústavní dekret, který nabyl svou účinnost až 10. srpna 1945, na probíhající tzv. divoký odsun Němců neměl žádný vliv. Zrovna tak na něj neměla přímý vliv ani pozdní legalizace odsunů z Postupimi.
Armáda realizovala svůj záměr „velkého odsunu“ podle „Směrnic pro odsun německého obyvatelstva“ z 2. srpna 1945, kde se uvádělo, „že z mezinárodně politických důvodů lze transfer provádět zatím (jako dosud) pouze všeobecně v prostoru mezi Labem a Božím Darem, a to zásadně vlakovými soupravami z druhé a třetí vojenské oblasti přes první oblast. Z jejího území bylo ovšem možné organizovat i pěší přesuny.“ Z dokumentů je viditelné, že se armáda chtěla i nadále na vyhoštění Němců podílet. Teprve 10. srpna 1945 byly vydány směrnice pro Moravu a Slezsko. Předpokládaly odsun v průměru tři až čtyři tisíce osob denně. V sovětském okupačním pásmu se však kupily problémy s umístěním, zásobováním a zdravotním stavem jak utečenců tak i vyhnaných Němců. Čím dál více přicházely i kritické hlasy ze Západu. 8. srpna 1945 tedy reagovalo ministerstva národní obrany zákazem odsunů, ale přípravy měly být nadále v plném proudu.

### Organizované odsuny alias postupimský transfer

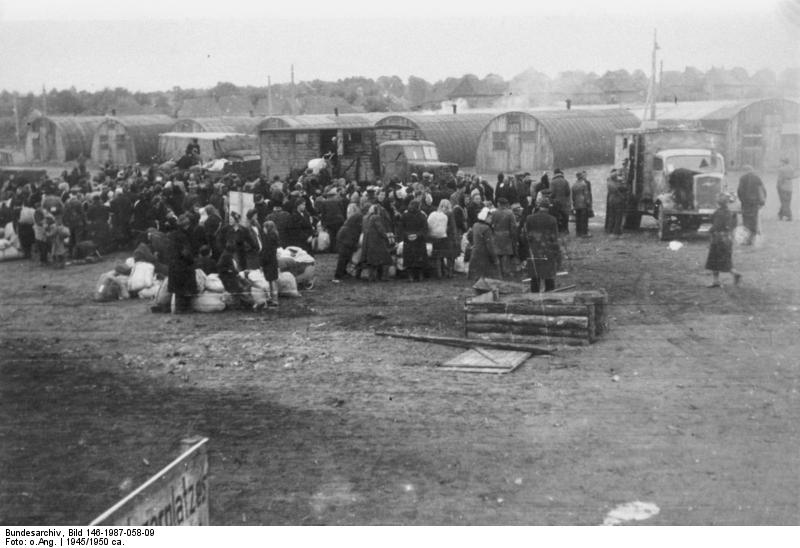
Meldorf, Šlesvicko-Holštýnsko – příjezd vysídleného německého obyvatelstva

Druhá fáze odsunu německého obyvatelstva z Československa je nejčastěji pojmenována výrazem „organizovaný“ nebo také „soustavný“ či „systematický odsun (transfer, vysídlení)“ a datuje se od konce ledna 1946. Transporty s vysídlenými Němci putovaly nejprve do americké okupační zóny a potom do sovětského okupačního pásma v Německu. Konec této fáze měl být ukončen v listopadu roku 1946. Organizované odsuny již probíhaly na pozadí rozhodnutí z přelomu července a srpna 1945 v Postupimi.
Na podzim 1945 vznikly po celém území v rámci organizovaného odsunu německého obyvatelstva internační tábory v podobě sběrných a karanténních středisek. Celkový počet činil 107 táborů, včetně 75 v Čechách. V těchto táborech se sestavovaly vysídlovací skupiny pro další transport za hranice. Jeden transport obsáhl asi 1 200 osob. 25. ledna 1946 vyjel první organizovaný vlak s vysídlenci z Budějovic do Bavorska. Podle jiných pramenů tento den odjel první vlak z Mariánských Lázní.
Osidlovací výbor PNS se usnesl na návrh posl. dr J. Veverky ve schůzi konané 31. 1. 1946 na těchto resolucích:...3. Osidlovací výbor PNS vybízí ministerstvo vnitra, aby vydalo znovu pokyn o způsobu provádění odsunu Němců a jasně upozornilo pod řízené výkonné orgány na to, že osoby českého původu a osoby ze smíšených manželství nemají býti prozatím zařazovány do transportů určených k odsunu. Současně nechť je zdůrazněno, že odpovědnost za provedení tohoto pokynu mají podřízené orgány, t. j. oblastní osidlovací úřadovny, okresní správní komise, místní správní komise (MNV) i výkonné orgány (SNB, finanční stráž, vojsko a pod.).
Stráž severu: deník Národní fronty v českém pohraničí, 02.02.1946

## Němečtí antifašisté
Němečtí antifašisté byli za druhé světové války nacisty z politických důvodů vězněni nebo jinak pronásledováni. Druhou významnou skupinu odpůrců nacismu tvořily osoby aktivně činné v odbojovém hnutí, a to jak přímo ve Německé říši, tak i v zahraničním exilu, zejména ve spojeneckých vojenských jednotkách. Po osvobození vznikaly antifašistické komise, jejichž úkolem bylo prověřování německých občanů a udělování antifašistických legitimací. Legitimace antifašisty chránila před diskriminačními opatřeními, která se týkala ostatních Němců, a sloužila k získání československého státního občanství.
Protože však Dekret prezidenta č. 33 od 10.08.1945 nově upravoval podmínky pro udělení statusu antifašisty, dosavadní legitimace ztratily platnost a nastalo nové prověřování německých žadatelů. Procesy prověřování se táhly a množily se útoky na antifašistické čekatele i jejich perzekuce. Proto zakládali němečtí komunisté a sociální demokraté výbory na obranu svých členů před probíhajícími excesy. Většina německých antifašistů nakonec zvolila cestu dobrovolného vystěhování do okupačních zón v Německu. Opouštěli Československo s bolestí a pocitem křivdy. První „antifa-transporty“ odjížděly v listopadu 1945 do sovětské okupační zóny.

## Statistické údaje k vysídlení německého obyvatelstva
Podle předválečného sčítání žilo v Československu 3,1 mil. osob, které se přihlásily k německé národnosti. Podle těchto oficiálních čísel se odvíjí i odhad počtu odsunutých Němců po druhé světové válce. Avšak i této skupiny obyvatelstva se dotkly válečné události.

### Rozsah evakuace v roce 1945

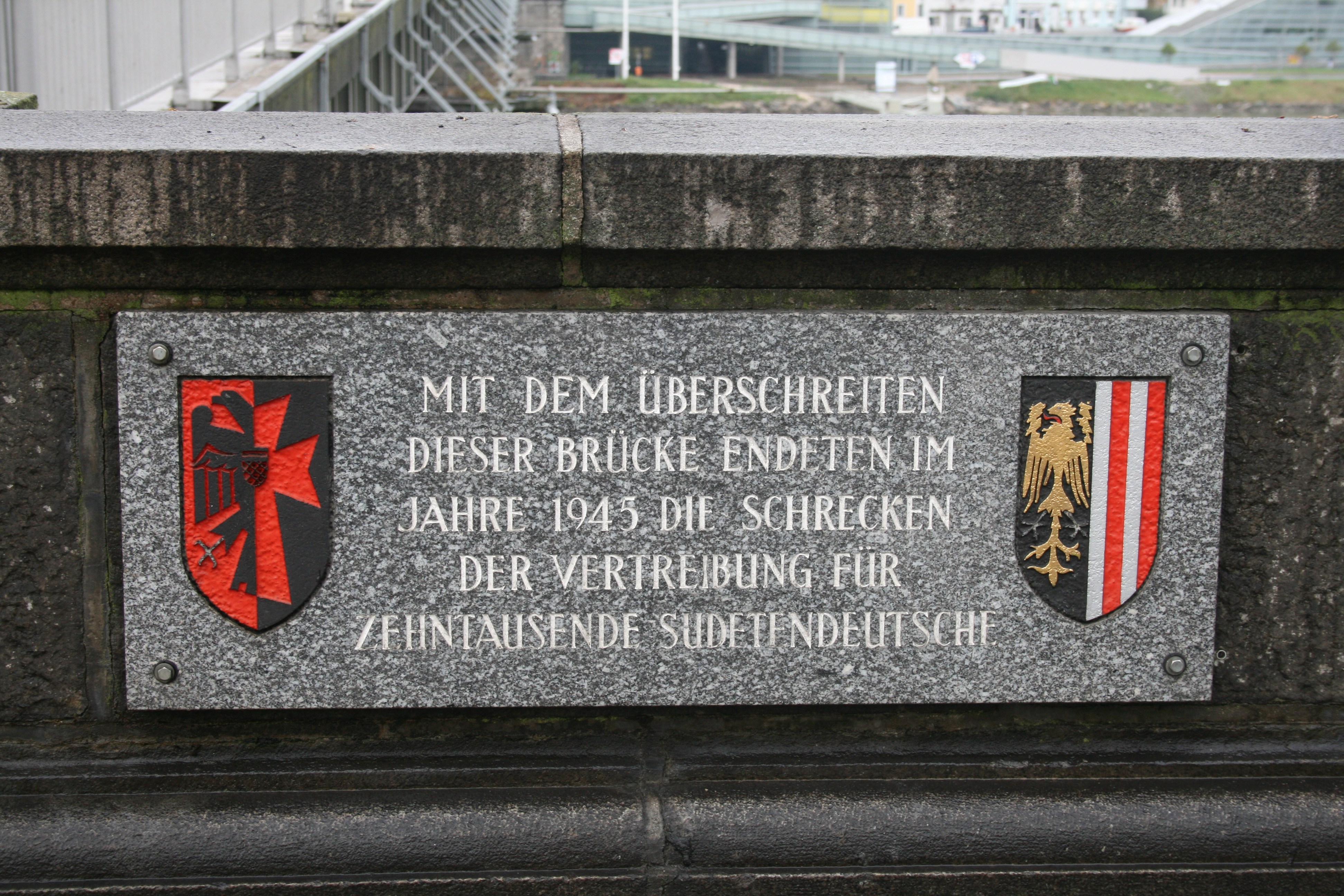
Linz, Horní Rakousko – pamětní deska na mostě Nibelungenbrücke na památku vysídlených sudetských Němců v roce 1945, odhalená 28. září 1985 SdL

Od konce války do podzimu 1945 opustili československé území Němci a jiné osoby, které v té době byly za Němce považovány. Určit jejich počet, je v podstatě dnes téměř nemožné. Není možná ani rekonstrukce dobrovolných odchodů, na kterých se nepodílely státní orgány. Útěky měly vždy velmi osobní charakter a určitě se řídily individuální představou o budoucnosti každého takového jedince. Odchod z domova mohl být ovlivněn strachem z trestu za provinění nebo ze šikanování ze strany českého obyvatelstva, strachem z Rudé armády nebo i z nadcházející nejistoty. Nejsou také dodnes k dispozici průzkumy přesunů válečných zajatců, kteří taktéž byli součástí masového vysidlování. Rámcové údaje poskytují pouze „repatriace“ říšskoněmeckých příslušníků včetně obyvatel ze Slezska nebo Volksdeutsche. Nadcházející statistika se opírá o počty, které sestavovaly armádní oddíly pro evidenci transportů a vysídlovacích akcí z jara a léta 1945, tedy o dobovou armádní dokumentaci. Ale i tak nelze považovat čísla za konečná, jedná se tedy o hodnoty přibližné.
Do konce září či začátku října 1945 bylo z českých zemí odsunuto (bez pohybu obyvatelstva z oblasti kontrolované Američany) něco přes 750 000 Němců (do sovětské okupační zóny v Německu asi 80 procent). Nejnižší hranice by mohla činit 700 000 vysídlených, přičemž horní se může pohybovat kolem 820 000 německých obyvatel. Z toho se dá usuzovat, že „téměř každý čtvrtý z celkem asi tří milionů vysídlených starousedlíků (sudetských Němců) opustil svůj původní domov již ve fázi „divokého“ odsunu v roce 1945.“ Pokud se připočítají i transporty a vysídlení Němci přímo do amerického pásma, které byly směrovány do Rakouska a Německa, lze uvažovat, že území Československa opustilo do konce roku 1945 od 800 000 až do maximálně jednoho milionu Němců.

### Další v různých pramenech uváděná čísla
Jen při odsunech ze severní Moravy a českého sudetského Slezska podle údajů společné komise českých a německých historiků při něm zahynulo 19 až 30 tisíc Němců. Počet Němců, kteří museli odejít v důsledku poválečného odsunu, se pohybuje někde kolem 2,6 milionu osob, zbytek připadá na osoby, které byly donuceny uprchnout v důsledku válečných událostí. Stanovení počtu osob německé národnosti, které byly transferovány z území ČSR, komplikuje též přítomnost národních hostů na konci druhé světové války. Jednalo se o Němce, kteří utekli před postupující Rudou armádou z východních oblastí tehdejšího Německa i z oblastí obsazených Němci (nejednalo se tedy o sudetské Němce).

## Poválečná diskriminace, týrání, excesy a vraždy německého obyvatelstva
I když se kritické hlasy proti „týrání“ Němců objevovaly, neměly zřetelný vliv na průběh událostí. V roce 1946 byl přijat Zákon o právnosti jednání souvisících s bojem o znovunabytí svobody Čechů a Slováků, který spáchaná zvěrstva na Němcích amnestoval, ale hlavně po roce 1948 vláda KSČ veškerá vyšetřování zastavila. Hovořit se dá o vážné kritice novinářů, kteří o dění v pohraničí v tisku referovali, a o čtenářských reakcích z míst, kde ke zločinům docházelo.

### Týdeníky Obzory a Dnešek
Lidovecký týdeník Obzory se věnoval na svých stránkách odsunu od září do prosince 1945 a to po reakcích zahraničního tisku. I když zahraničí s odsunem souhlasilo, vadilo mu násilí a špatná morálka:
„...My Američané, jsme šli do války, aby už nikde na světě nebyly ani Buchenwaldy, ani japonské mučírny. Nešli jsme do války proto, aby Češi, třeba ve spravedlivém hněvu, dělali nové Buchenwaldy...“
Redakční článek. 1945. „Námitky proti odsunu.“ Pp. 52 in Obzory 1945, r. I, č. 4.
Týdeník referoval také o nedůstojném jednání Čechů vůči Němcům, které přímo označil „hyenismem“. Ale i západní tisk poukazoval na „gestapáckou“ morálku vládnoucí při odsunech. Šovinistické smýšlení Čechů považovala redakce „za snížení se na úroveň sadistických německých gangsterů, kteří taktéž nerozlišovali mezi vinnými a nevinnými, mezi trestem a pomstou“. V časopise byly delší dobu na přetřesu i sběrné tábory. Poté, co se situace odsunů stala tématem i britského parlamentu, časopis psal:
„...Krátce, jsme značně velkou částí soudného veřejného mínění osočováni z krutosti, nelidskosti a zvrácenosti, které vzbuzují nevoli vzdělaného světa a volají k jeho svědomí. Tedy nejvážnějšího obvinění, jaké proti národu Masarykovu může býti vzneseno...“
Redakční článek. 1945. „Otázka mravní.“ Pp. 177 in Obzory 1945, r. I, č. 12
Téma odsunu Němců rozebírala i nová čtenářská rubrika „Z dopisů redakci“. Na rozhořčené čtenářské reakce proti „gestapismu“ a proviněními na německém obyvatelstvu reagoval komunista z ministerstva informací Václav Kopecký tím, že obvinil redakci z nezákonného vydávání časopisu, z podrývání Národní fronty a „zastávání se Němců a kolaborantů.“ Redaktor týdeníku „Dnešek“ Michal Mareš referoval od červnového čísla 1946 ve svých článcích taktéž o odsunu. Poukazoval hlavně na to, „že nebylo v pořádku odsunout všechny Němce. Jednalo se mu zejména o úbytek pracovní síly v průmyslu a v hornické profesi.“

„...Proti Němcům byla namířena celá řada opatření každodenního charakteru. Museli nosit na paži bílé pásky s písmenem N (n jako Němec), někdy s hákovým křížem; opatření záměrně připomínala nacistická protižidovská opatření a týkala se kromě jiného přídělů potravin, které činily stejné množství jako pro Židy za války; často nesměli Němci používat veřejné dopravní prostředky nebo navštěvovat veřejná zařízení (např. kina, divadla...); v noci nesměli vycházet, bez zvláštního povolení nesměli používat rádio a telegrafní přístroje; všechny německé školy, včetně vysokých škol byly zavřené; bylo zastaveno vydávání německých novin a německé rozhlasové vysílání a na veřejnosti bylo zakázáno mluvit německy. Opatření se mohla místně lišit, někde např. Němci nesměli používat chodníky nebo byly zakázány německé bohoslužby. Všední den Němce po válce určovala všeobecná pracovní povinnost, kdy byli nasazování především na odstraňování válečných škod, velmi často museli pomáhat v zemědělství. Tvrdé podmínky panovaly v internačních táborech, kde byli Němci soustřeďováni před nástupem do transportu. Takový pobyt mohl trvat několik dnů, ale také mnoho měsíců. Zejména v prvních poválečných týdnech panovaly absolutně nedostačující hygienické a stravovací podmínky. Tím trpěly především malé děti, matky neměly v důsledku podvýživy žádné mateřské mléko, v táborech umíralo velké množství kojenců a malých dětí. Tragickou scénou se znovu stal bývalý nacistický koncentrační tábor v Terezíně, kde po válce zemřely stovky internovaných Němců v důsledku špatných podmínek...“
Matějka Ondřej, Vysídlení Němců z Československa 2013, VIII. ročník studentské konference  
30. listopadu 1947 proběhly do sovětského okupačního pásma v Německu poslední dva oficiální transporty. Týdeník Obzory cituje statistiku, která byla tehdy oznámena v německém rozhlasu. "... bylo skončeno přesídlování Němců z ČSR. Ze 2 900 000 Němců přišel do okupačního pásma Sovětů 1 000 000. Příchozí byli rozděleni přistěhovaleckým úřadem takto: Sasko (provincie) dostalo 398 000 lidí, Duryňsko a Maklenburg po 250 000, země Sasko 96 000, Braniborsko 62 500. Z přesídlenců bylo 27 procent mužů, 48 procent žen a 25 procent dětí. S přesídlenci přišlo do východního okupačního pásma mnoho odborníků z řemesel, která byla mimo ČSR velmi slabě zastoupena... S přesídlenci přišlo zároveň 45 000 německých antifašistů. Bylo jim sice dovoleno zůstat v ČSR, rozhodli se však pro přestěhování a tak mohli s sebou vzíti všechny své movitosti...."

### Tábory a vězení
Po celém území Československa zavedla vláda pro Němce systém lágrů, který sestával z 1 215 internačních táborů, 846 pracovních táborů a 215 speciálních vězeňských zařízení, z nichž některé byly zřízeny v objektech bývalých nacistických koncentračních táborů. Před odsunem zde bylo internováno 350 000 Němců za účelem výkonu nucených prací. Např. podle magisterské práce Jiřího Padalíka panovaly ve znojemských pracovních a záchytných táborech úděsné podmínky, s internovanými se zacházelo na stejné úrovni, jako v německých koncentračních táborech: dostávali absolutně nedostatečnou stravu, byli vražděni a mučeni, ženy byly znásilňovány, malé děti umíraly hlady či na nedostatečnou péči. Od května 1945 do roku 1946 se počet obětí v táborech odhaduje mezi 24 000 až 40 000. Podle Německého Červeného kříže se z těchto lágrů pohřešuje stále 100 000 lidí. V roce 1950 pracovalo nuceně v lágrech ještě 5 000 Němců a teprve v roce 1955 byli Němci propuštěni.
„...Všichni zaměstnavatelé, jimž byli k jejich žádosti přiděleni na práci Němci, se upozorňují, že je musí platit. Mzdy těchto osob jsou stanoveny tak, že obdrží 80 % mzdy, kterou za stejnou práci by obdržel normální dělník. Z toho obnosu obdrží Němec-zaměstnanec přímo, pokud není umístěn v internačním táboře, jednu třetinu, dvě třetiny jeho platu musí býti poukázány místnímu NV, v jehož obvodu je Němec zaměstnán. MNV je povinen poukázati jednu třetinu platu Němce okresnímu NV. Za pracovní síly, umístěné v internačním táboře, je nutno celých 80 % mzdy platiti správě internačního tábora, v němž je Němec umístěn. Pro osoby, jimž byly poskytnuty výhody z opatření proti Němcům a které se písemným potvrzením prokáží, toto opatření neplatí...“
Nový směr, 22. 3. 1946
Jiné prameny uvádí, že ze zjištěných 18 816 obětí bylo 5 596 zavražděno, 3 411 spáchalo sebevraždu, 1 481 zemřelo při transportu, 705 bezprostředně po transportu, 629 na útěku a u 379 úmrtí nešlo příčinu zjistit. Přibližně 200 tisíc lidí se pohřešuje. Probíhaly „akty krvavé pomsty na německém civilním obyvatelstvu“, při nichž asistovala i Rudá armáda. Největší poválečný masakr v Postoloprtech, při kterém zahynulo nejméně 763 německých civilistů, spáchala Československá armáda spolu s Revolučními gardami a podílel se na něm i účastník protinacistického odboje Vojtěch Černý. Podle vzdělávacího portálu „Moderní dějiny“ (pro učitele, studenty a žáky) vraždili Češi, „kteří za války kolaborovali a narychlo si potřebovali připsat odbojářské frčky.“ V odkrytých masových hrobech leží civilisté, často jen starci, ženy a děti.

### Masakry a excesy „divokého odsunu“
|  | Lidový soud v Lanškrouně (německy Blutgericht von Landskron), 17.–18. květen 1945 |
|  | Brněnský pochod smrti (německy Brünner Todesmarsch), 30.–31. květen 1945 |
|  | Postoloprty (německy Postelberg) a Žatec (německy Saaz) – Postoloprtský masakr, 31. květen – 15. červen 1945 |
|  | Chomutov (německy Komotau) – Pochod z Chomutova do Litvínova, koncentrační tábor Sklárna, 9. června 1945 |
|  | Horní Moštěnice (německy Ober Moschtienitz, dříve Moschtienitz) Masakr na Švédských šancích, v noci z 18. na 19. června 1945 |
|  | Ústecký masakr (německy Massaker von Aussig), 31. července 1945 |
|  | Domažlice (německy Taus) – vyklizení oblasti Horšovský Týn – Domažlice |
|  | Leština (okres Šumperk) (německy Lesche) – Leštinský masakr, květen 1945 |
|  | Kytlice (německy Kittlitz) – 19. červen 1945, zavražděno 6 obyvatel |
|  | - Dobronín (německy Dobrenz) – Masakr u Dobronína, 19. května 1945 - Vráž (německy Wraž, v letech 1939–45 Raasch) a Loděnice u Berouna, 8. května 1945 - Tušť (německy Schwarzbach) – Masakr na Vitorazsku, 25. května 1945 - Lom (okres Most) (německy Bruch), 10. května 1945 - Tocov (německy Totzau), 5. Juni 1945 - Krnov (německy Jägerndorf) – první velký masový odsun a pěší pochody, 22. června 1945 - Doupov (německy Duppau), červen 1945 - Podbořany (německy Podersam) – Masakr Revolučních gard na Podbořansku, 7. června 1945 - Teplice nad Metují (německy Weckelsdorf, popř. Wekelsdorf) – Masakr na Bukové hoře, 30. června 1945 - Rovensko pod Troskami (německy Rowensko bei Turnau) – Masakr 365 obětí před školou, 10. května 1945 - Moravský Krumlov (německy Mährisch Kromau) – poprava v zámeckém parku 11 německých obětí, červen 1945 |

## Chaos a „Stunde Null“

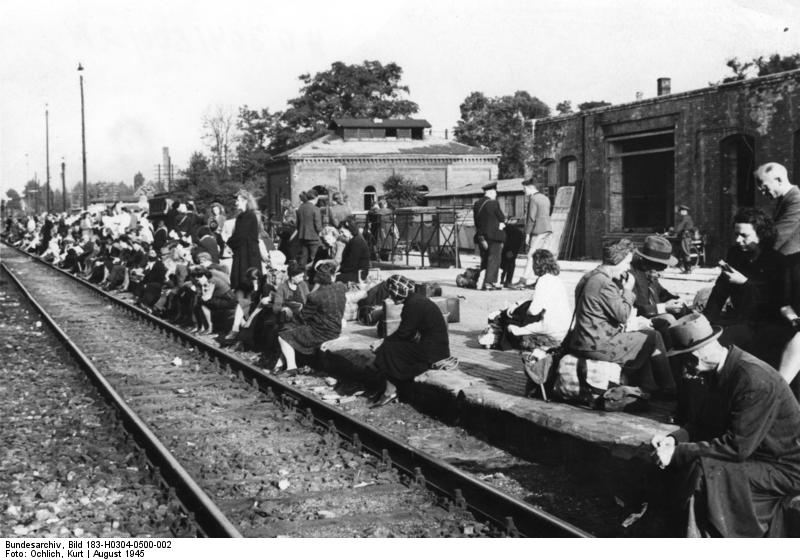
Německo – Thüringen, poválečná situace srpen 1945 – čekající cestující na nádraží, z větší části na cestě za potravinami

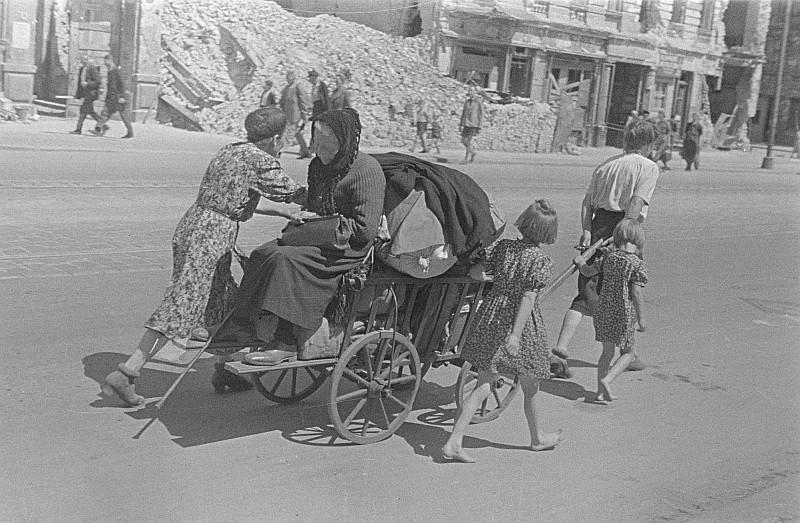
Válečná destrukce postihla citelně i základní společenskou jednotku – rodinu. Významně stoupl počet z nejrůznějších důvodů nekompletních rodin, kde zastávala nejvýraznější úlohu žena – matka, zatímco muž – otec – buď padl na frontě, byl nezvěstný, ve válečném zajetí, po válečném úrazu s výrazně změněnou pracovní schopností, či již nebyl schopen, případně nechtěl žít nadále v rodinném svazku.

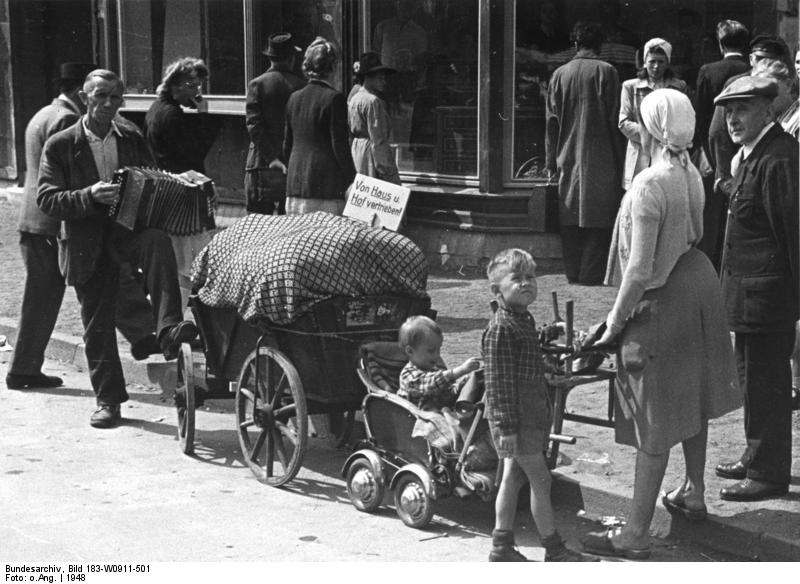
Německo 1948 – žebrající rodina s cedulí Vyhnáni z vlasti i domova. Uprchlíci měli být přidělováni do oblastí málo zasažených válkou. V Bavorsku k takovým patřily Horní Franky, Horní Falc a Dolní Bavorsko, což byly ale současně strukturálně nejslabší oblasti, to znamená, že zde bylo nejméně průmyslu a pracovních příležitostí.

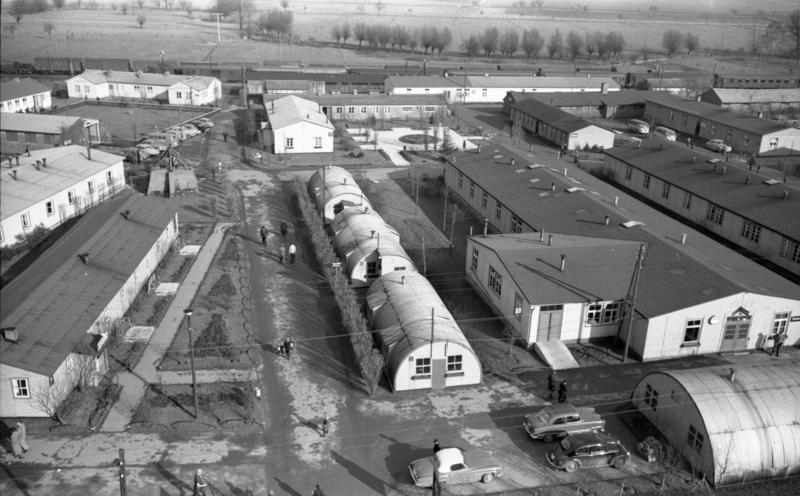
Friedland 1958 – pohled na barákový tábor. Nissenhütte z vlnitého plechu využívali v Německu spojenci pro ubytování vysídleného obyvatelstva. V poválečné době se staly symbolem chudoby

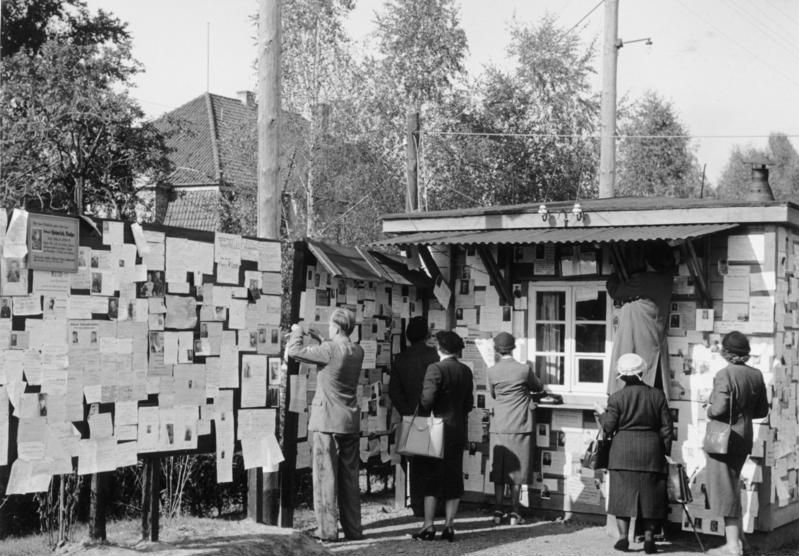
Tábor Friedland 1953 – Červený kříž se stěnou pohřešovaných. O uprchlíky se zpočátku staral Červený kříž, Charita a dělnická dobročinná organizace Arbeiterwohlfahrt.

Výraz „Stunde Null“ je používán na území Rakouska a Německa pro den 8. května 1945. Asi kolem 12 milionů německého obyvatelstva hledalo v období před a po kapitulaci Německa nový domov. První záchytná útočiště nacházeli vyhnanci z Československa nejprve u příbuzných na území aliančních mocností, pokud zde vůbec žili. Ve velké většině však byli v utečeneckých a záchytných nebo průchozích táborech, kam dorazili zcela zubožení. V poválečném chaosu a mnohdy panující dezinformaci hledali za hranicemi v prvé řadě ochranu a pomoc. Jejich nová započatá cesta bez domova neměla u valné většiny stejně žádný jiný cíl.
Po skončení válečných útrap křižovaly napříč celým Rakouskem a Německem nekonečné proudy vyhnanců a utečenců s trakaři, vozíky, kárkami či s jinak navršenými povozy se vším, co jim zůstalo. Místní domorodé obyvatelstvo, které nemělo po rozbombardování a válečných taženích samo ani to nejnutnější, se proto dívalo na vyhnané sudetoněmecké obyvatelstvo s nedůvěrou. Často bylo v starousedlických obcích trnem v oku. Někteří jimi opovrhovali nebo se chovali dokonce i nepřátelsky. Obzvláště na vybombardovaném území Německa, kde vládl nedostatek pitné vody, potravin, léků, chybělo ubytování, šatstvo, topivo a práce. Velká většina vyhnaných nejen že živořila v utečeneckých táborech a barácích ještě více než deset let, ale jejich život byl navíc naplněn smutkem a bolestí ze ztráty domova, u mnohých spojený se sociálním padnutím až na samé dno.

### Rakousko
V Rakousku bylo v poválečném období zřízeno více než 300 utečeneckých táborů (International Refugee Organisation – IRO). Ještě před koncem války se v dubnu 1945 nacházelo na rakouském území přibližně 300 000 Volksdeutsche, z nichž mělo být 150 000 repatriováno do Německa. V období od léta 1945 do konce roku 1947 přibylo dalších 200 000 etnických Němců. Na začátku roku 1948 se počet tzv. Volksdeutsche pohyboval stále kolem 340 000 osob. Teprve po obdržení občanství na konci roku 1950 se číslo osob žijících po táborech mírně snížilo na 266 000. I po odchodu části vyhnaných Němců z rakouského území v roce 1950 zůstávaly stále dvě třetiny „Volksdeutschen“ v zemi. Rakouská vláda zveřejnila 1. dubna 1954, že 165 355 z nich nemá stále občanství (opční zákon nabyl platnost až 5. srpna 1954).
Pro mnohé však představovaly tristní táborové podmínky velkou psychickou zátěž. Na území Rakouska se nacházelo v roce 1952 150 privátních a 89 státních utečeneckých táborů. V roce 1958 fungovalo na rakouském území ještě 51 státních táborů (Flüchtlingslager), ve kterých žilo kolem 19 500 vyhnaných Němců. Proto také v tomto roce byl vládou za podpory „Arbeitsgemeinschaft zur Förderung des Wohnungs- und Siedlungsbaues für Heimatvertriebene und Flüchtlinge“ přijat šestiletý plán pro rozpuštění táborů (německy Lagerauflösungsprogramm), který se týkal 21 500 osob: 6 000 pod ochranou organizace UNREF, k nimž patřili i „Volksdeutschen“ bez občanství, 11 000 utečenců s nově nabytým rakouským občanstvím, 3 500 s německým občanstvím a 1 000 tzv. „Altösterreicher“. V roce 1960 se díky mezinárodním iniciativám podařilo Rakousku vyřešit všechny problémy spojené s otázkou „Flucht und Vertreibung“.

### Německo
Příchod odsunutého obyvatelstva do Německa otevřel v jejich životech další smutnou kapitolu. Zničená města, nouzová obydlí a jiné přístřešky byly přeplněny, všude panoval hlad a pokud něco bujelo, tak to byl všude přítomný černý trh. V popředí vládního zájmu stálo především zlikvidování chudoby a vyrovnání se s minulostí – tisk informoval denně o hrůzách v koncentračních táborech, nalezených masových hrobech a Norimberských procesech. Všude se diskutovalo o zodpovědnosti a vině německého národa. Do této katastrofální atmosféry politické, morální a materiální, přibyly miliony Němců odsunutých nebo na útěku, kterým bylo vyměřeno k životu 2,5 m² na osobu. Ještě deset let po válce žilo 260 000 lidí v barákových táborech (německy Barackenlagern), kteří vytvářeli tu nejnižší sociální skupinu nazývanou také „homo barackiensis“.
Příjem uprchlíků a vysídlených osob do americké okupační zóny probíhal v letech 1945–1946 na základě rozhodnutí Kontrolní rady z 20. listopadu 1945 převážně přes hraniční tranzitní tábory v Bavorsku. Zde také skončili především sudetští Němci. Jednalo se přibližně o 2 250 000 vysídlených sudetských Němců. 50 % přijalo Bavorsko, 27 % Hesensko a 23 % putovalo do spolkové republiky Württemberg-Baden. Jednalo se o pět hraničních přechodů v okolí: Furth im Wald, Hof, Freilassing, Passau a Kiefersfelden. Bavorské hraniční tranzitní tábory se nacházely nedaleko těchto přechodů.

#### Americká okupační zóna
Hraniční tranzitní tábory (Grenzdurchgangslager) v Bavorsku
- Grenzdurchgangslager Furth im Wald, Bavorsko, Horní Falc, Cham
- Grenzdurchgangslager Wiesau, Bavorsko, Horní Falc, Tirschenreuth
- Grenzdurchgangslager Hof-Moschendorf, Bavorsko, Horní Franky, město Hof
- Grenzdurchgangslager Piding, Bavorsko, Horní Bavorsko, Berchtesgadener Land

#### Britská okupační zóna
- Grenzdurchgangslager Friedland, Dolní Sasko, Göttingen

#### Sovětská okupační zóna
- Sammellager für Umsiedler – Melk-Pionierkaserne (založen v lednu 1946), Dolní Rakousy, sloužil k přesídlení sudetských Němců do Německa.[172]

## Dopady vysídlení Němců
Odsun asi tří milionů českých, moravských a slezských Němců v letech 1945/46 byl po "odsunu Polska na západ", který postihl pět milionů Němců, největším poválečným přesunem obyvatelstva v Evropě. 
Odsun měl následující bezprostřední důsledky:
- České pohraničí bylo nyní mnohem řidčeji osídleno než dříve, zejména ve venkovských oblastech. Protože se do nich nemohl přistěhovat dostatek českých a slovenských osadníků z jiných částí země, klesl nejen počet obyvatel v bývalých sudetských oblastech, ale i produktivita tradičního průmyslu, který se zde nacházel.
- Nepřítomnost milionů Němců, z nichž většina byla protikomunisticky naladěna, usnadnila komunistický převrat v roce 1948 a začlenění Československa do východního bloku. Aktivní rolí při rozdělování zkonfiskovaného německého majetku se komunistům podařilo získat další voliče a zároveň vytvořit obraz nepřítele: přesídlených Němců, proti jejichž revanšismu a historickému revizionismu mohlo Československu pomoci pouze těsné spojenectví se Sovětským svazem.[173]
- Ve Spolkové republice Německo a v menší míře i v Rakousku se vysídlení sudetští Němci stali na dlouhou dobu politickým faktorem: část vysídlenců a jejich potomků vytvořila Sudetoněmecký landsmanšaft, zájmové sdružení, které se označovalo jako "nestranická a nenáboženská národnostní organizace sudetských Němců ve vyhnání".

## Československé státní občanství
Ústavní dekret prezidenta republiky o úpravě československého státního občanství osob národnosti německé a maďarské pozbyli Němci československé státní občanství. Toto se netýkalo osob, které prokázaly, že zůstaly věrny Československé republice, nikdy se neprovinily proti národům českému a slovenskému a buď se činně zúčastnily boje za její osvobození, nebo trpěly pod nacistickým nebo fašistickým terorem.
Československé státní občanství hrálo hlavní roli pro uchování majetku a v otázce vysídlení. Po přijetí dekretů mohly některé kategorie německého obyvatelstva žádat v předem stanovených lhůtách o navrácení čs. občanství. Německé manželky Čechů si mohly o navrácení občanství zažádat v roce 1945. V roce 1947, tedy ke konci řízeného odsunu, si pro změnu mohli zažádat němečtí manželé českých partnerek. V roce 1949 mohly o čs. občanství žádat všechny ostatní kategorie.
Ve Slezsku a na Těšínsku žilo asi 110 tisíc tzv. volkslistářů, kteří tvořili přibližně 60 % místního obyvatelstva. Podle uvedení národnosti při policejním sčítání lidu v prosinci 1939 byla úřady po roce 1941 přidělována Volkslista. Ta měla čtyři kategorie. Volksliste 1 – byli říšští občané, č. 2 obyvatelé německé národnosti, Volksliste 3 (s možností odvolání) pro občany slezské národnosti. Volkliste 4 – byla pro občany polské a české národnosti, kteří o Volkslistu sami požádali. Desetitisíce Volkslistářů kategorií 1–3 sloužily ve Wehrmachtu, tisíce jich padly. Řada synů pro přijetí Volkslisty proklínala z tohoto důvodu své rodiče. Po válce byly internační tábory pro Němce také v Třinci-Borku, Českém Těšíně, Sběrné tábory pro odsun byly v Karviné a Ostravě. Z Těšínska byly do Německa odsunuty tisíce Němců, především kategorie 1 a 2. U horníků, kteří jednak značné polevili v pracovní morálce, a hrozilo také, že se budou bouřit celé jejich hornické party, bylo řadě z nich občanství navráceno nebo uděleno. Čs. Polákům, kteří porušili povinnosti čs. občana (v roce 1938 a 1939) občanství vráceno nebylo.

## Česko-německé a česko-rakouské vztahy

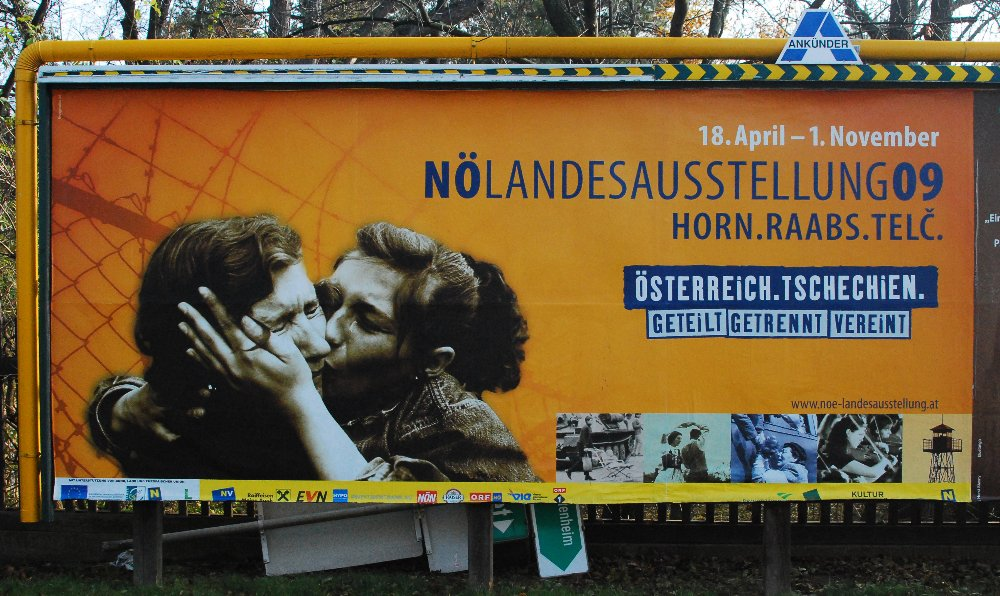
Plakát přeshraniční výstavy Rakousko. Česko. Rozděleni-odloučeni-spojeni (2009)

3. února 1955 vydal prezident Antonín Zápotocký prohlášení, kterým byl válečný stav mezi Československem a Německem ukončen. Prohlášením z 10. srpna 1955 československá vláda hodlala navazovat diplomatické vztahy s Německou spolkovou republikou. 11. prosince 1973 podepsali v Praze Willy Brandt a Lubomír Štrougal a ministři zahraničí Walter Scheel a Bohuslav Chňoupek Smlouvu o vzájemných vztazích mezi Československou socialistickou republikou a Spolkovou republikou Německa a navázaly opět diplomatické styky. Smlouva mezi Spolkovou republikou Německo a Českou a Slovenskou Federativní Republikou o dobrém sousedství a přátelské spolupráci z roku 1992 se stala základem česko-německých vztahů po sametové revoluci.
V Česko-německé deklaraci o vzájemných vztazích a jejich budoucím rozvoji z 21. ledna 1997 oba státy mimo jiné deklarují, „že německá strana přiznává odpovědnost Německa za jeho roli v historickém vývoji, který vedl k Mnichovské dohodě z roku 1938, k útěku a vyhánění lidí z československého pohraničí, jakož i k rozbití a obsazení Československé republiky a česká strana lituje, že poválečným vyháněním, jakož i nuceným vysídlením sudetských Němců z tehdejšího Československa, vyvlastňováním a odnímáním občanství bylo způsobeno mnoho utrpení a křivd nevinným lidem, a to i s ohledem na kolektivní charakter přisuzování viny. Zejména lituje excesů, které byly v rozporu s elementárními humanitárními zásadami i s tehdy platnými právními normami, a nadto lituje, že bylo na základě zákona č. 115 z 8. května 1946 umožněno nepohlížet na tyto excesy jako na bezprávné a že následkem toho nebyly tyto činy potrestány“.
Václav Havel ještě jako disident před 17. listopadem 1989 vyjádřil v dopise německému prezidentovi politování nad odsunem a před zvolením do funkce prezidenta svoji omluvu zopakoval. Omluva a jeho vyjádření vyvolaly na domácí scéně řadu protestů. Jakékoli odškodnění však odmítl. Na základě dekretů prezidenta Edvarda Beneše bylo německé obyvatelstvo zbaveno občanských a majetkových práv v Československu. Zrušení těchto takzvaných Benešových dekretů se sudetští Němci dlouhodobě domáhají. Česká republika o této otázce nehodlá diskutovat a považuje ji za uzavřenou. Sdružení sudetských Němců „Sudetendeutsche Landsmannschaft“ vypustilo za svých stanov povinnost usilovat o navrácení občanských práv a majetků v České republice v roce 2015.

### Přeshraniční dolnorakouská zemská výstava 2009
Od 18. dubna do 1. listopadu 2009 probíhala rozsáhlá přeshraniční výstava s názvem Rakousko. Česko. Rozděleni-odloučeni-spojeni ve třech městech: rakouském Hornu a Raabsu a české Telči. Podnětem k této přeshraniční akci se stalo 20. výročí pádu železné opony. Stěžejní témata výstavy osvětlovala vzájemné vztahy mezi Rakouskem a Českou republikou a jedním z nich bylo právě i téma odsunu.

### Přeshraniční hornorakouská zemská výstava 2013
Pod názvem Dávné stopy. Nové cesty. se konala v roce 2013 od 26. dubna do 3. listopadu na několika místech Horních Rakous a Jižních Čech zemská výstava věnovaná společné historii regionu Mühlviertel a Jihočeského kraje. Vyšebrodské cisterciácké opatství vystavovalo legendární kříž zvaný Závišův, v Regionálním muzeu a v synagoze v Českém Krumlově se expozice týkala společných dějin příhraničních oblastí, v pivovaru Freistadt se nacházela virtuální upoutávka k tématům trhu, silnic a cest od středověku až po proměny hranic. V Bad Leonfeldenu zemská výstava nabízela expozice „silnice–obchod–doprava“ a „lékařství a sociální zaopatření“.

### Pomalu začalo být zase dobře / Langsam ist es besser geworden
Na putovní dvojjazyčné výstavě Pomalu začalo být zase dobře / Langsam ist es besser geworden spolupracovaly dolnorakouské výzkumné instituce: zemský archiv (NÖ Landesarchiv), Centrum pro výzkum migrace (ZMF) a Ústav pro dějiny venkova (Institut für Geschichte des ländlichen Raumes). Poprvé byla výstava představena veřejnosti v říjnu 2013 ve Sv. Hypolitovi (St. Pölten) v dolnorakouské zemské knihovně. Od listopadu 2014 až do začátku ledna 2015 byla k vidění ve vítkovském památníku Národního muzea v Praze. 16. ledna 2015 se konala slavnostní vernisáž v minoritském klášteře Jihomoravského muzea ve Znojmě. Výstava zobrazuje životní osudy vybraných třiceti pamětníků, rodáků z Moravy a Čech, kteří museli při odsunu opustit svoje domovy.

## Pomníky

### Německo
Krátce po vysídlení a deportacích započali sudetští Němci v západním Německu s výstavbou pomníků na památku zemřelým příbuzným, přátelům a sousedům, kteří přišli o život násilnou smrtí, zemřeli na vyčerpání, hladem nebo na nemoci během pochodů či ve sběrných a pracovních táborech. Nejstarší doložený památník byl postaven v roce 1947 v Immenhausenu (Hesensko). Poslední evidovaný pochází z roku 2005. Od roku 1950 bylo vystavěno mnoho křížů, náhrobních kamenů, ale i vysoce uměleckých památníků. Na území Německé spolkové republiky se jich nachází kolem 1 400. Po rozpadu NDR vznikly nové pomníky a pamětní místa v Braniborsku, Meklenbursku a Předním Pomořansku, Sasko-Anhaltsku, Durynsku, Slezsku a Lužici.

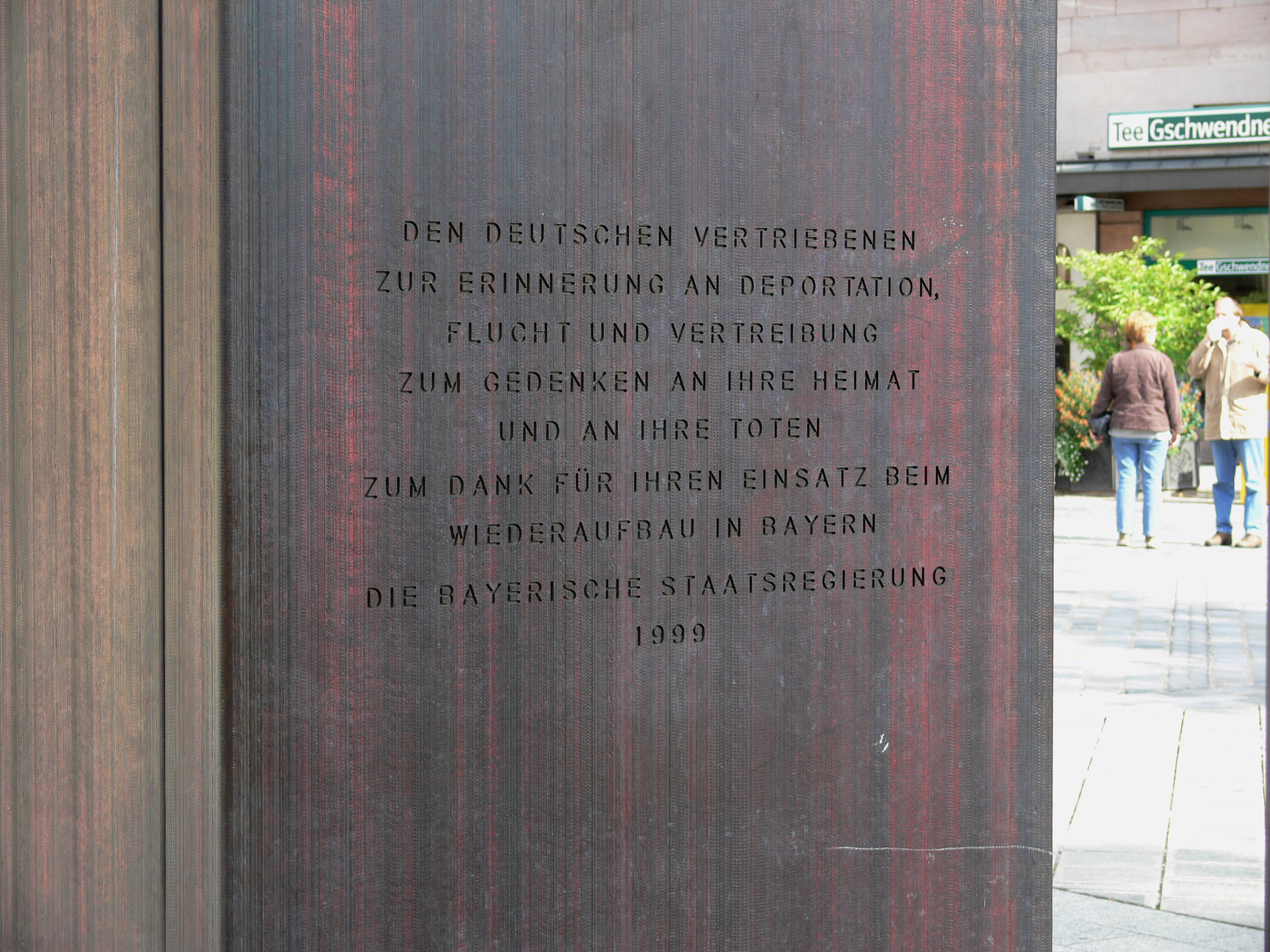
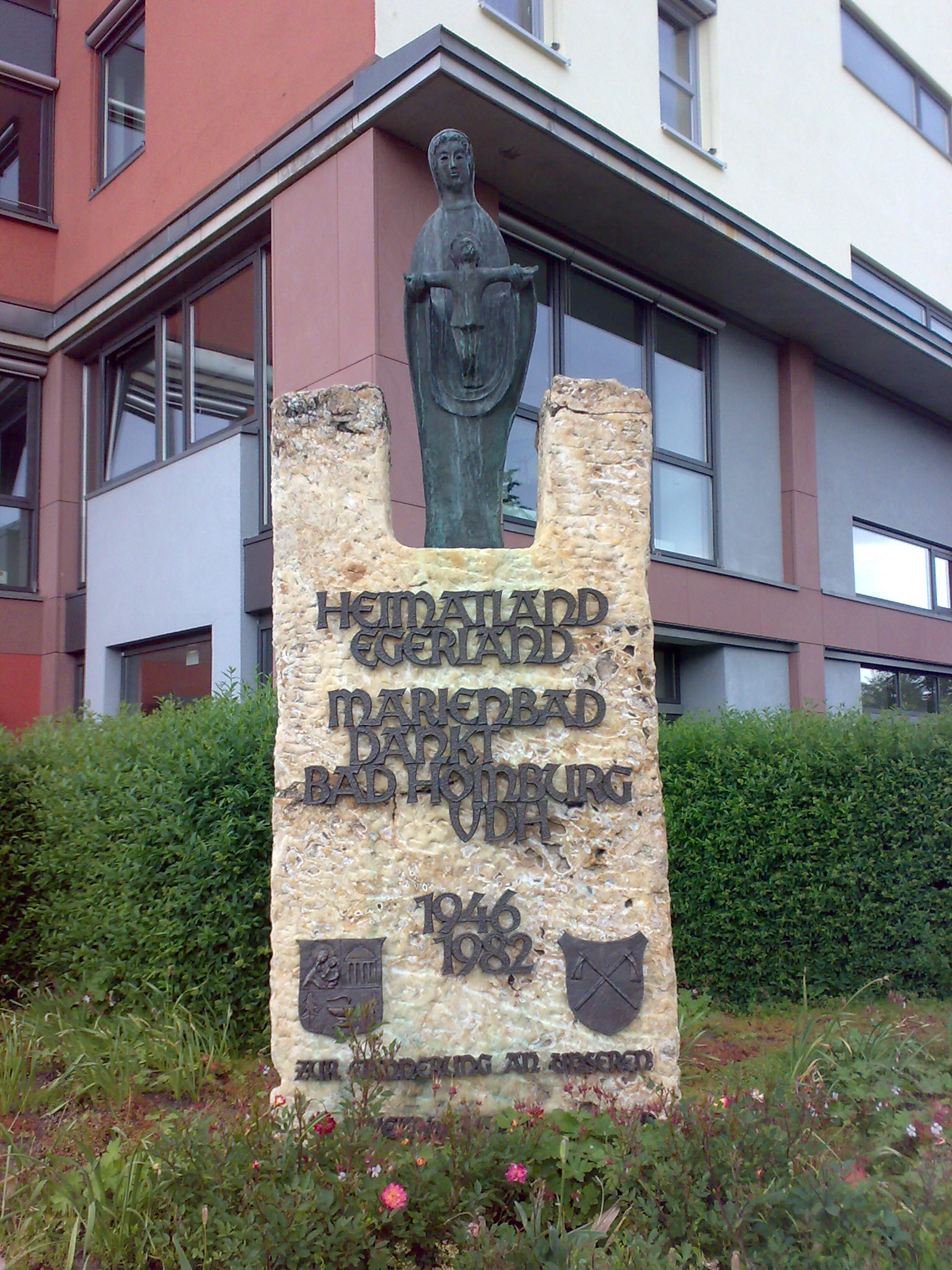
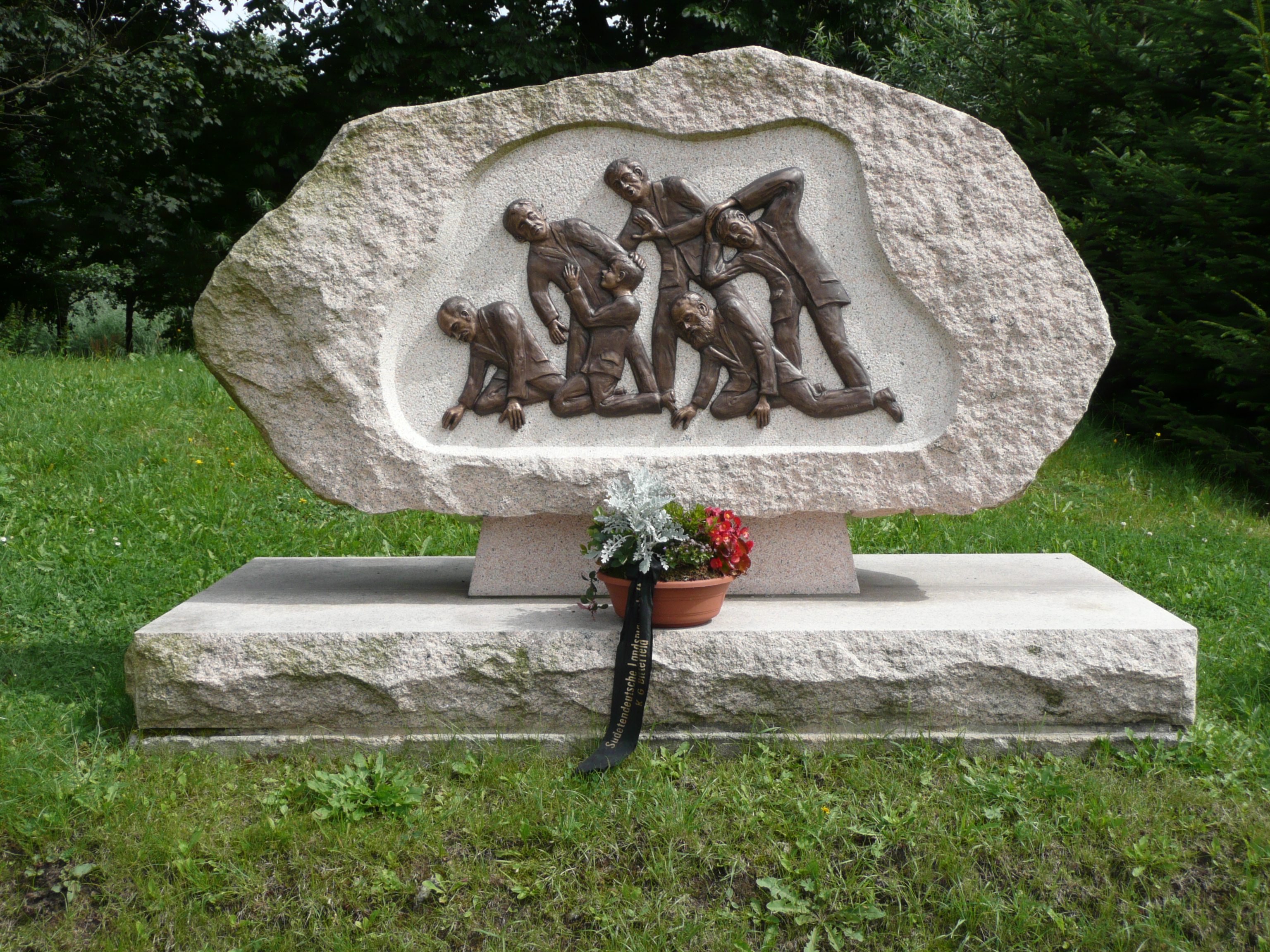
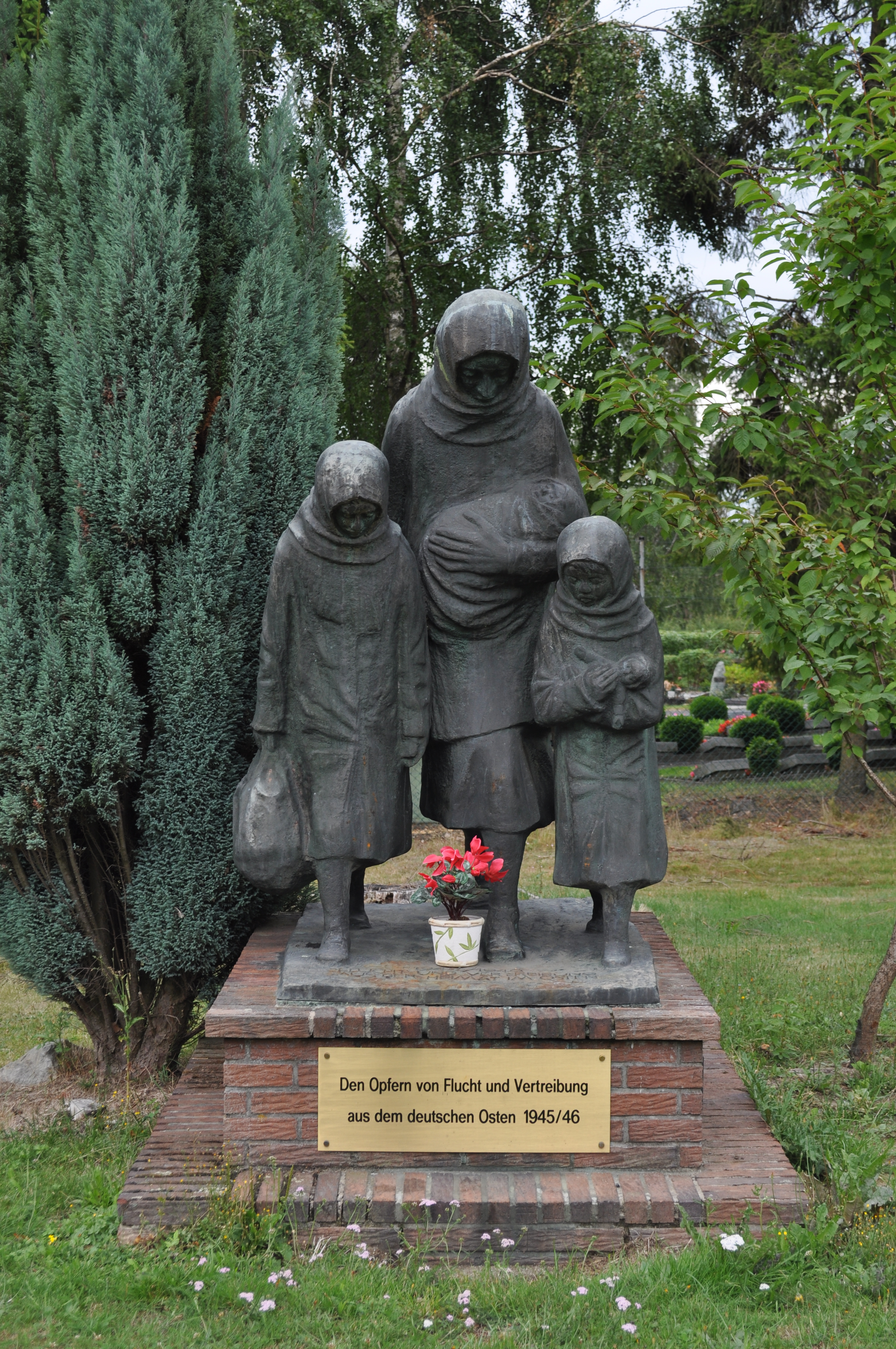

### Rakousko
Podél severní dolnorakouské hranice vystavěli v období trvání „železné opony“ jihomoravští vystěhovaní Němci přes dvě desítky památníků a vzpomínkových míst na své domovské obce. Mezi nejzajímavější patří Kreuzberg u obce Kleinschweinbarth/ Drasenhofen s výhledem na Mikulov a Pavlovské vrchy a pomník v obci Unter Retzbach s výhledem na Znojmo.

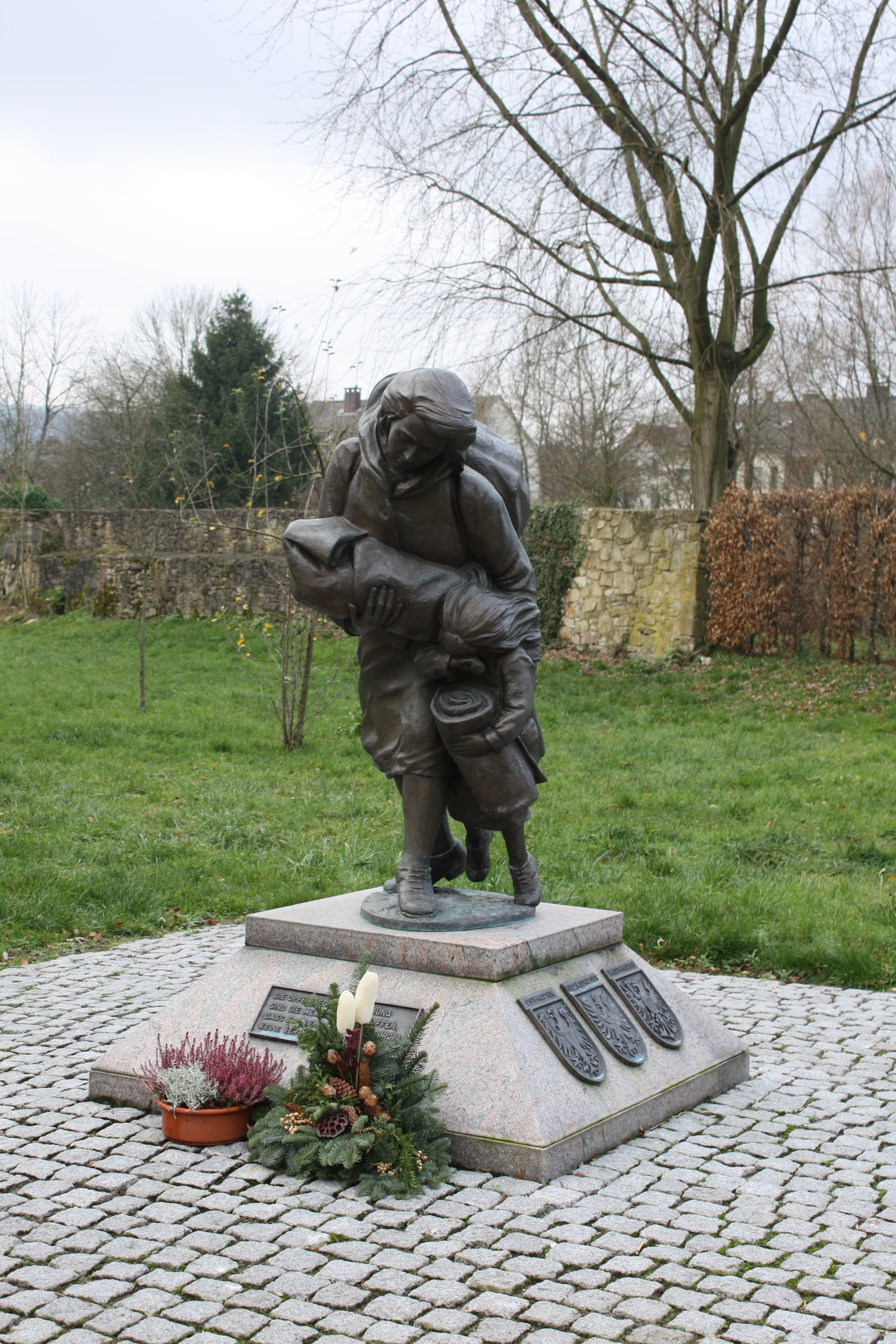
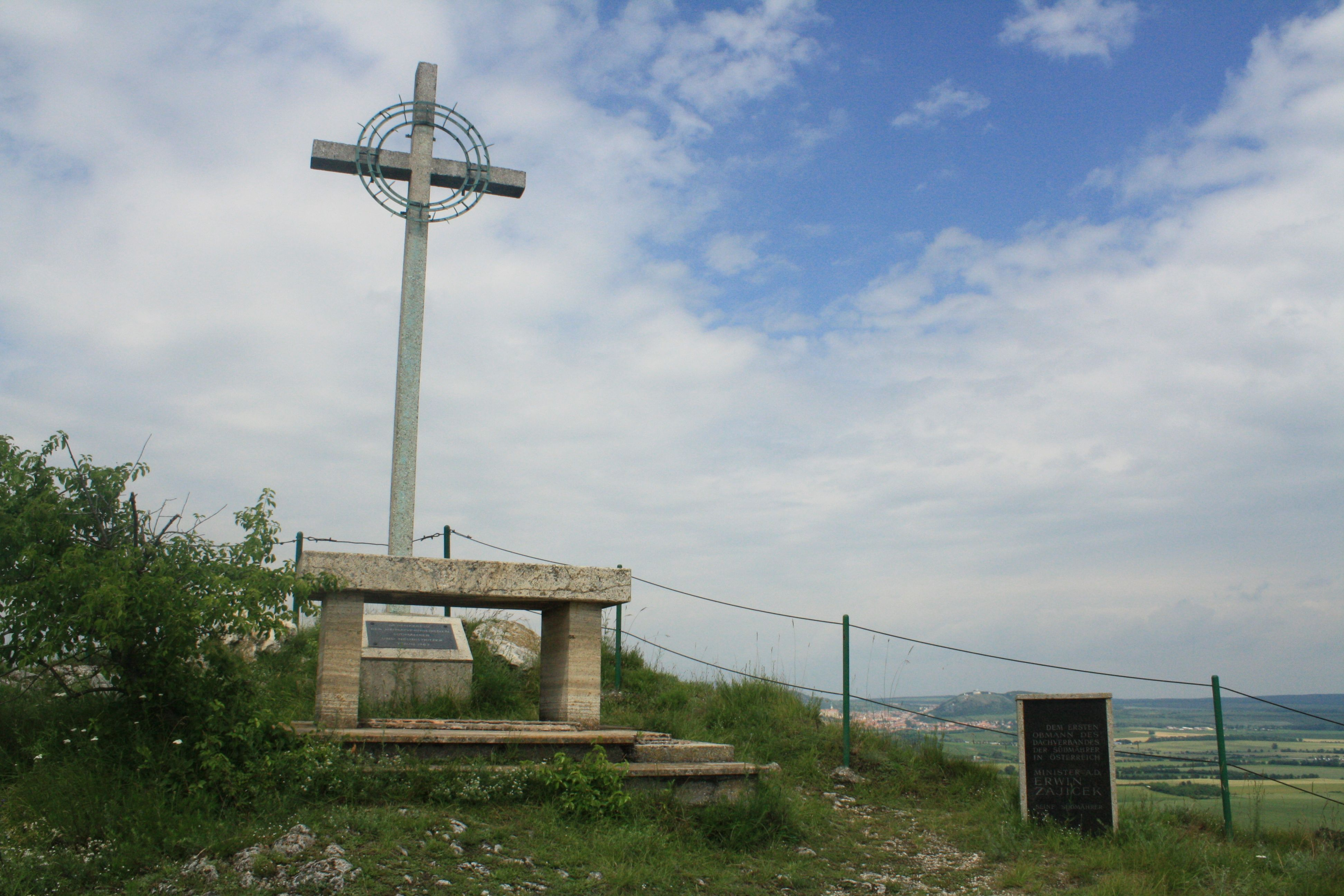
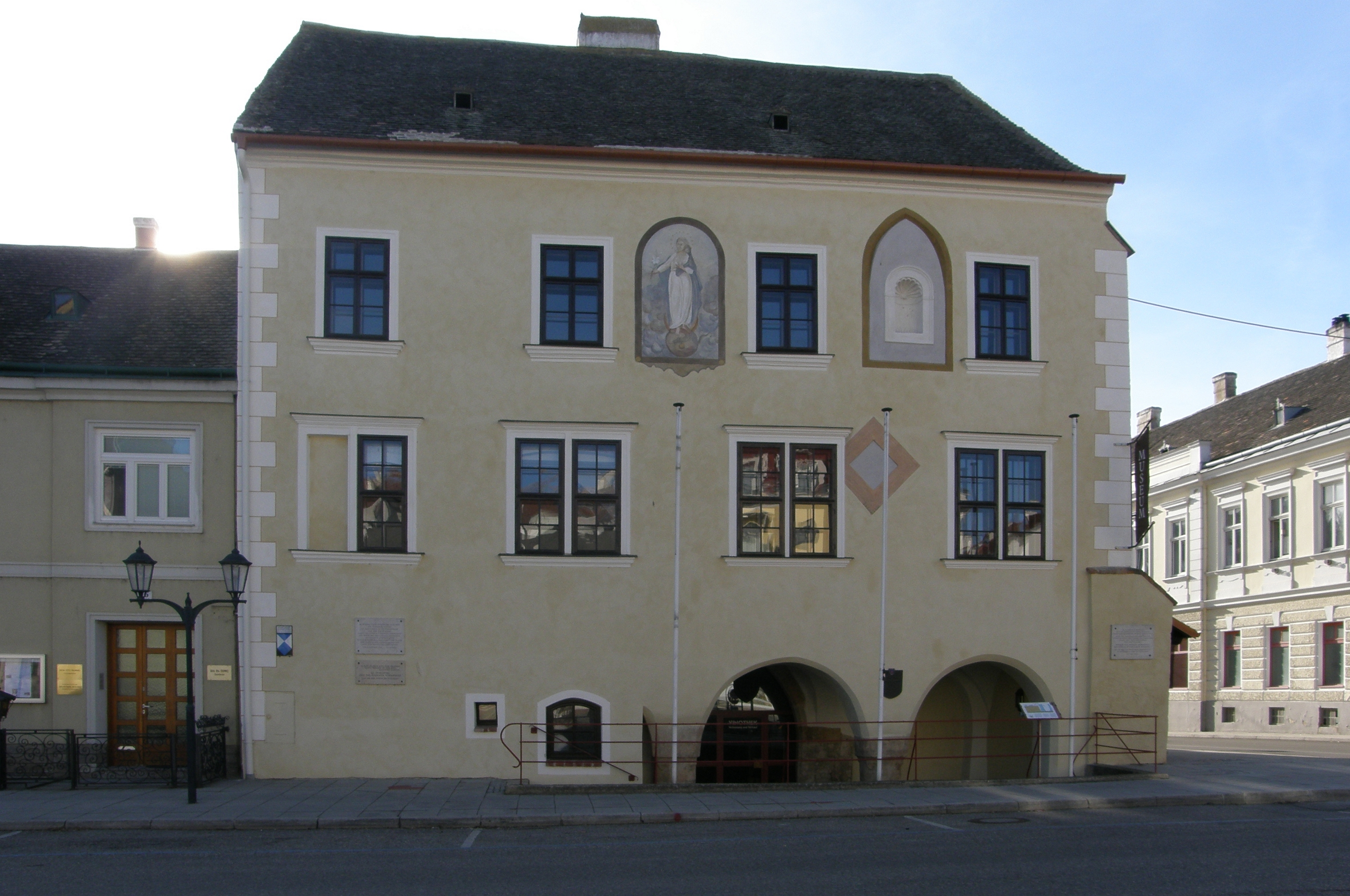
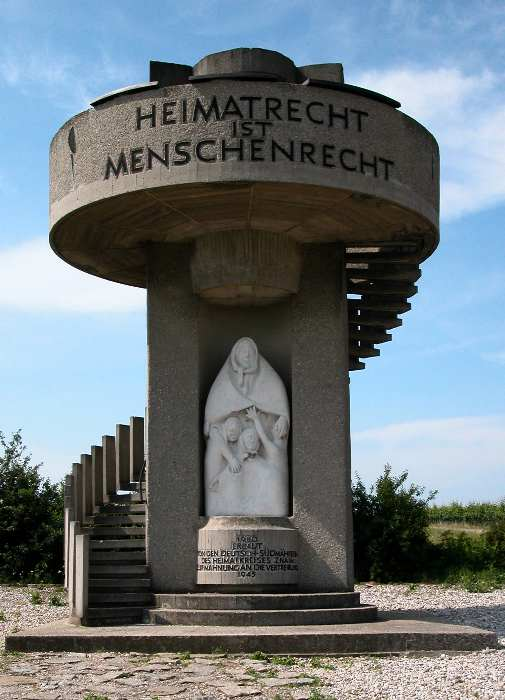
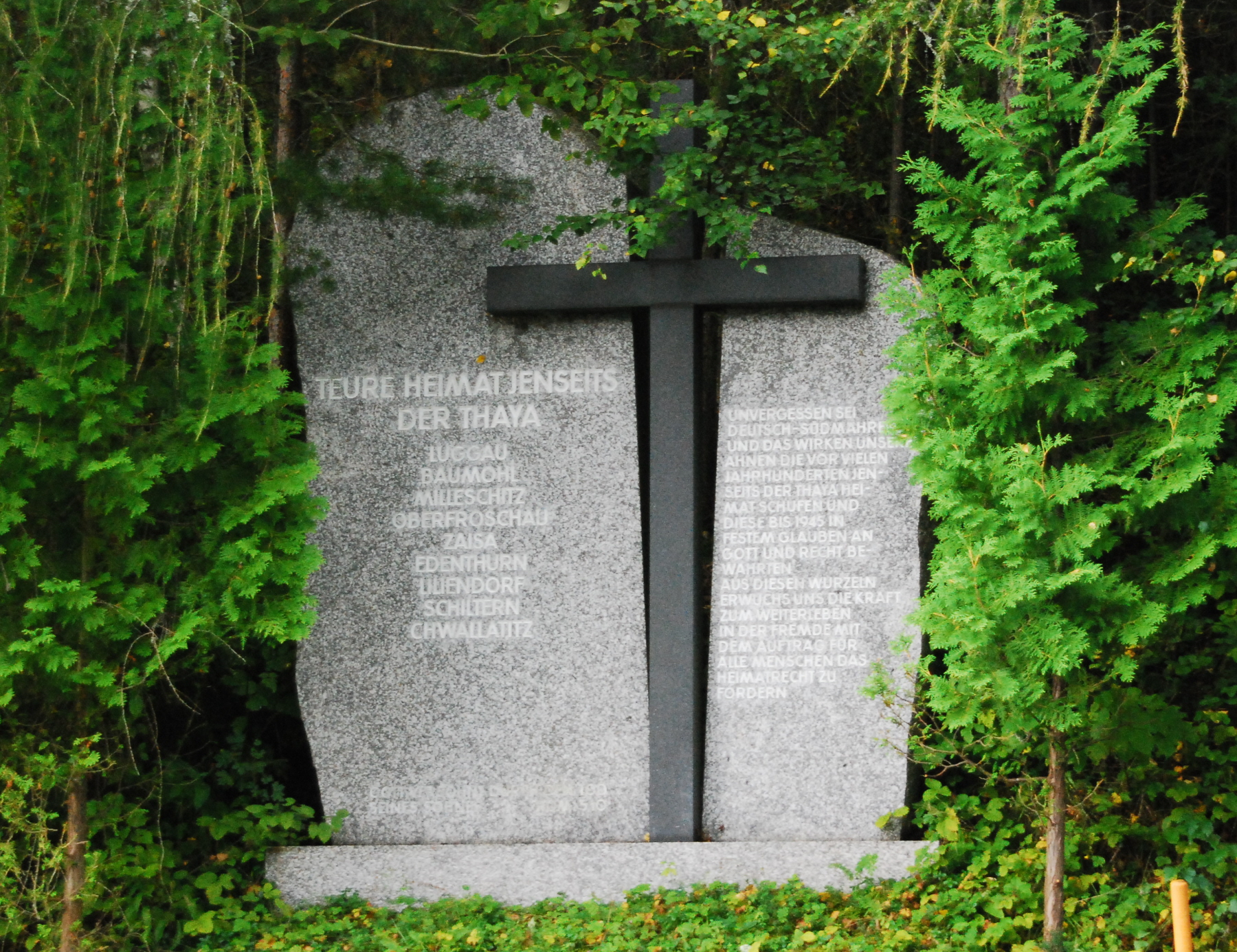

### Česká republika
Po pádu komunistického režimu se započalo také v České republice v místech vysídleného německého obyvatelstva se stavbou památníků a instalováním pamětních desek. Zdaleka nejsou ještě všechny evidovány, ale i tak jsou viditelným svědectvím snahy o usmíření na obou stranách.
Zajímavým příkladem je také zřízení Národního památníku hrdinů heydrichiády s podtitulem – Místo smíření. Památník byl slavnostně otevřen na svátek svatého Václava, 28. září roku 1995 v pravoslavném chrámu svatých Cyrila a Metoděje v Praze.

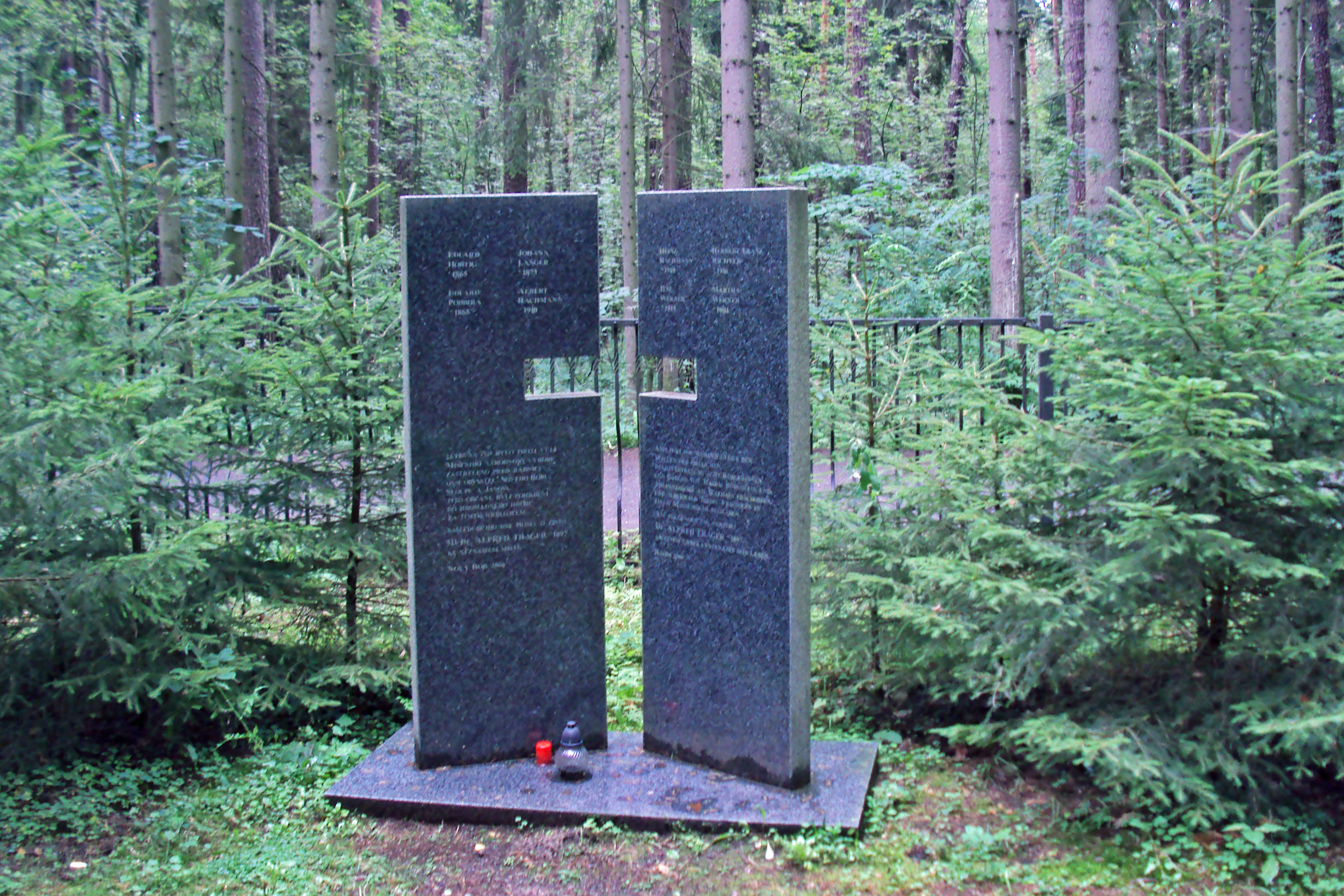
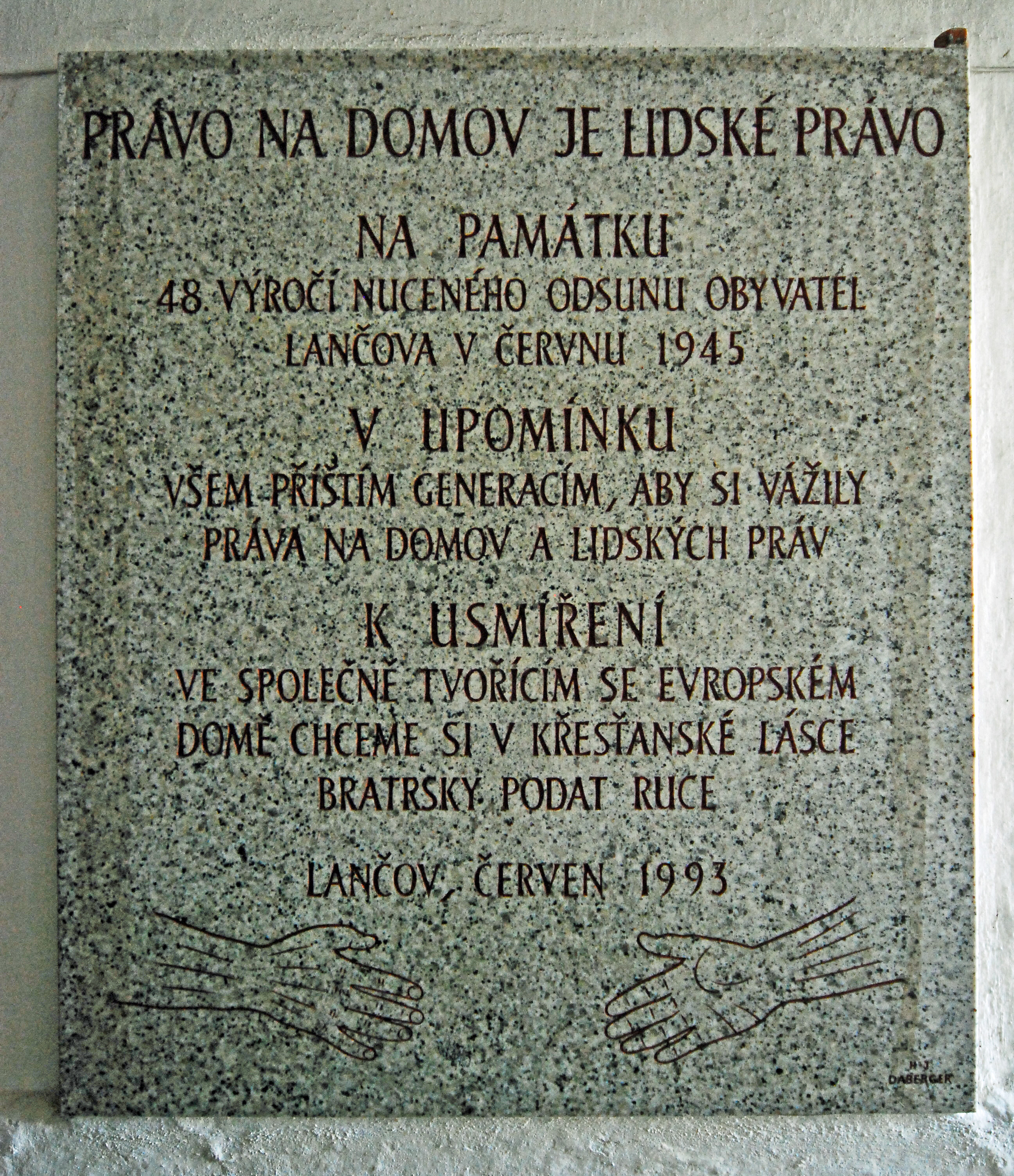
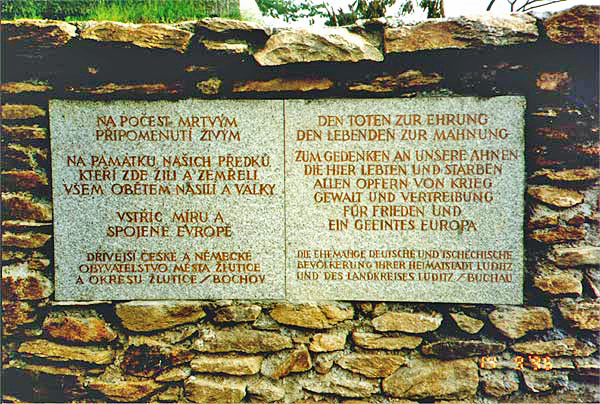
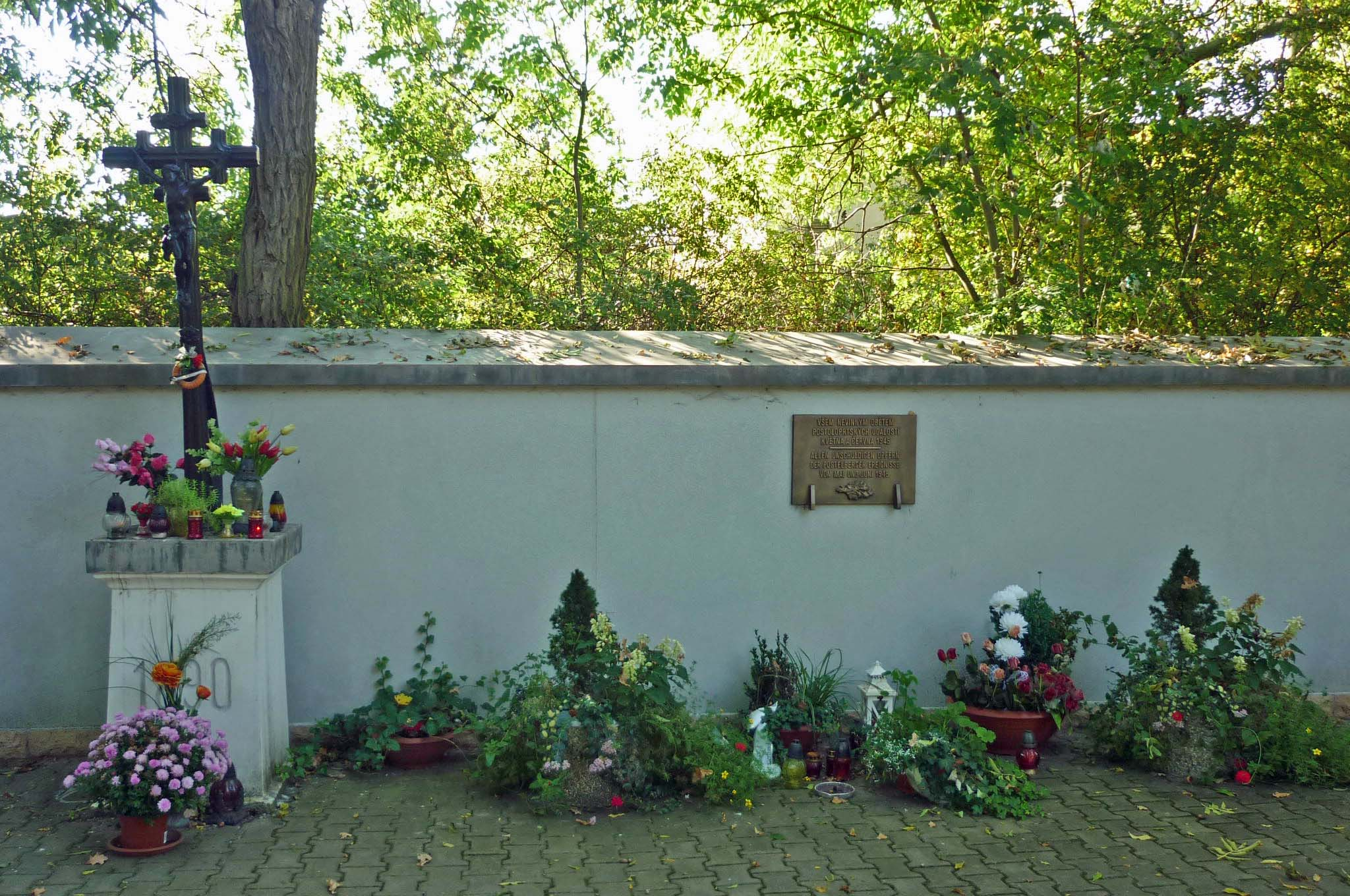
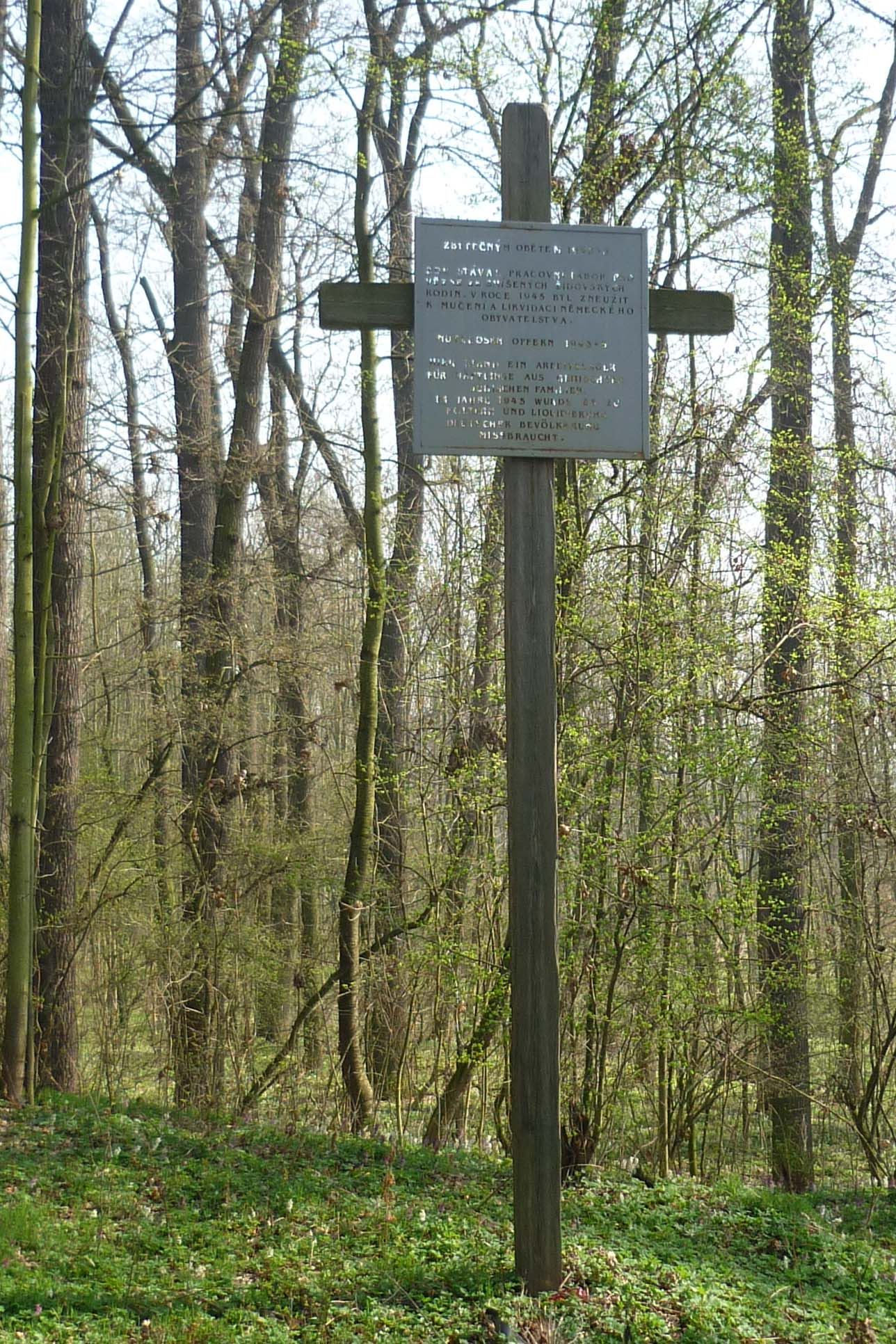

## Památný den – „Gedenktag an Flucht und Vertreibung“
Spolkový kabinet v Německu odsouhlasil 27. srpna 2014 další památný den. Počínaje rokem 2015 si tak Němci začali každoročně 20. června připomínat památku obětí útěků a odsunu německého obyvatelstva (Flucht und Vertreibung). Památný den „Gedenktag an Flucht und Vertreibung“ navazuje na spolkové země Bavorsko, Hesensko a Sasko. V těchto zemích se slaví památný den druhou neděli v září. O zavedení pietního národního dne na německé poválečné vysídlence se dlouhou dobu snažil Svaz vyhnanců (BdV), který zastřešuje organizace vysídlených Němců. V roce 2013 se tento památný den stal i součástí programu vlády kancléřky Merkelové. Němci si v tyto dny mají připomínat vyhnání sudetských Němců z Československa, ale také celkové poválečné utrpení čtrnácti milionů lidí německé národnosti, kteří byli vyhnáni i z dnešního Polska, Slovenska, Rumunska či z Maďarska.

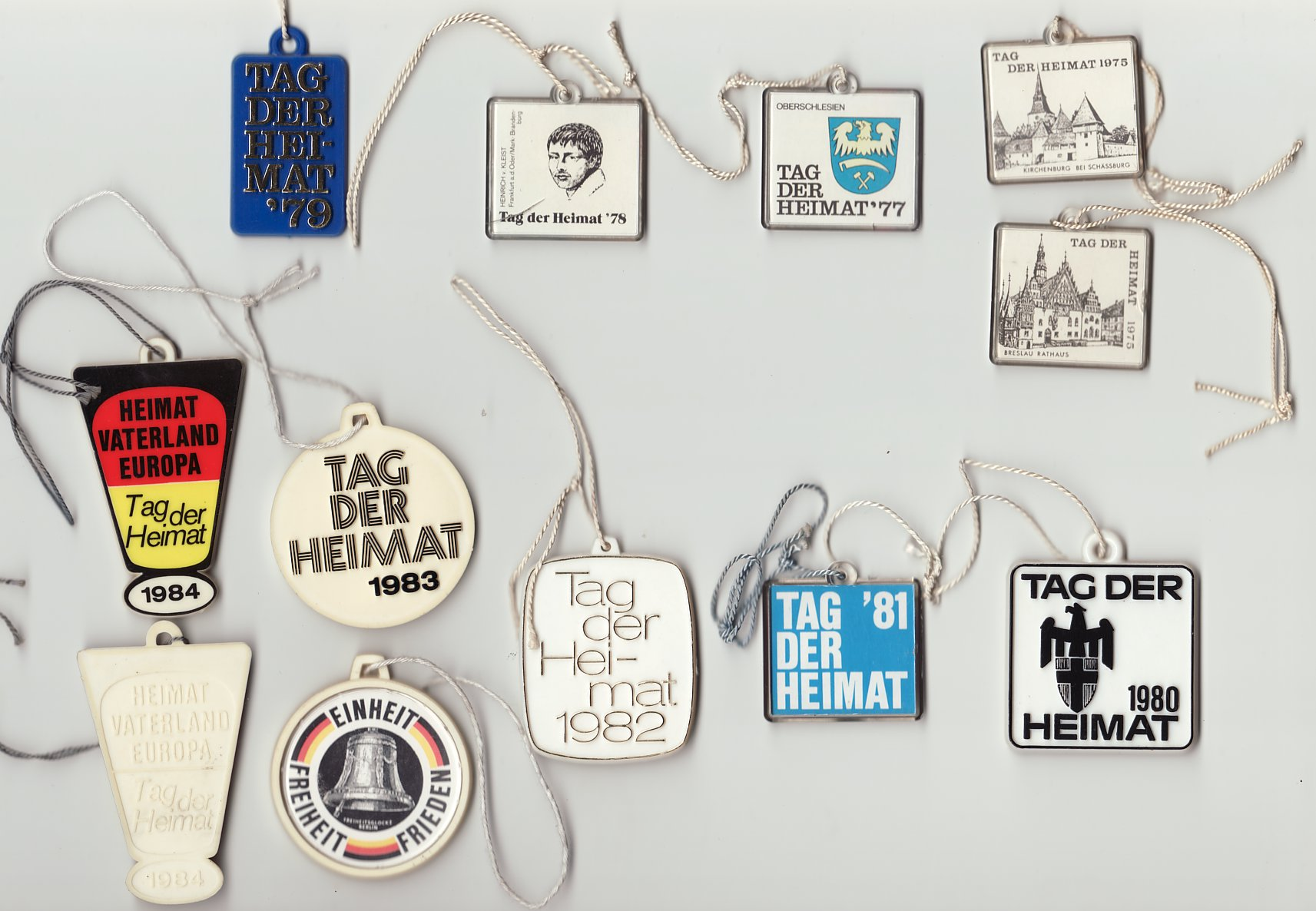
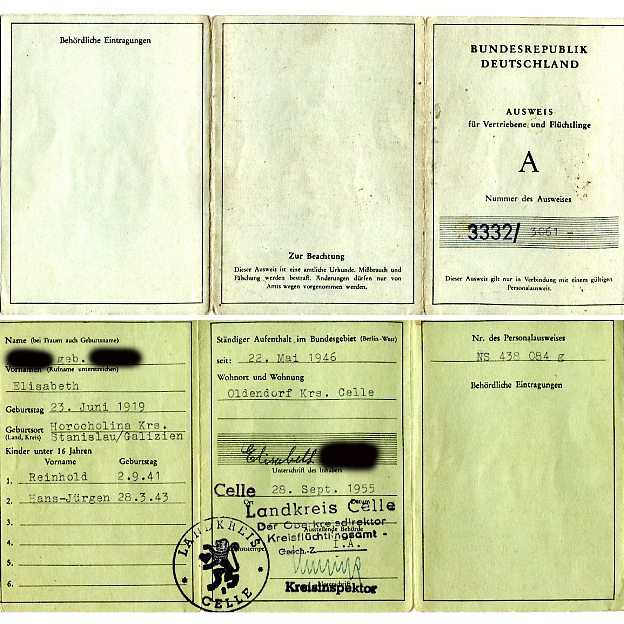
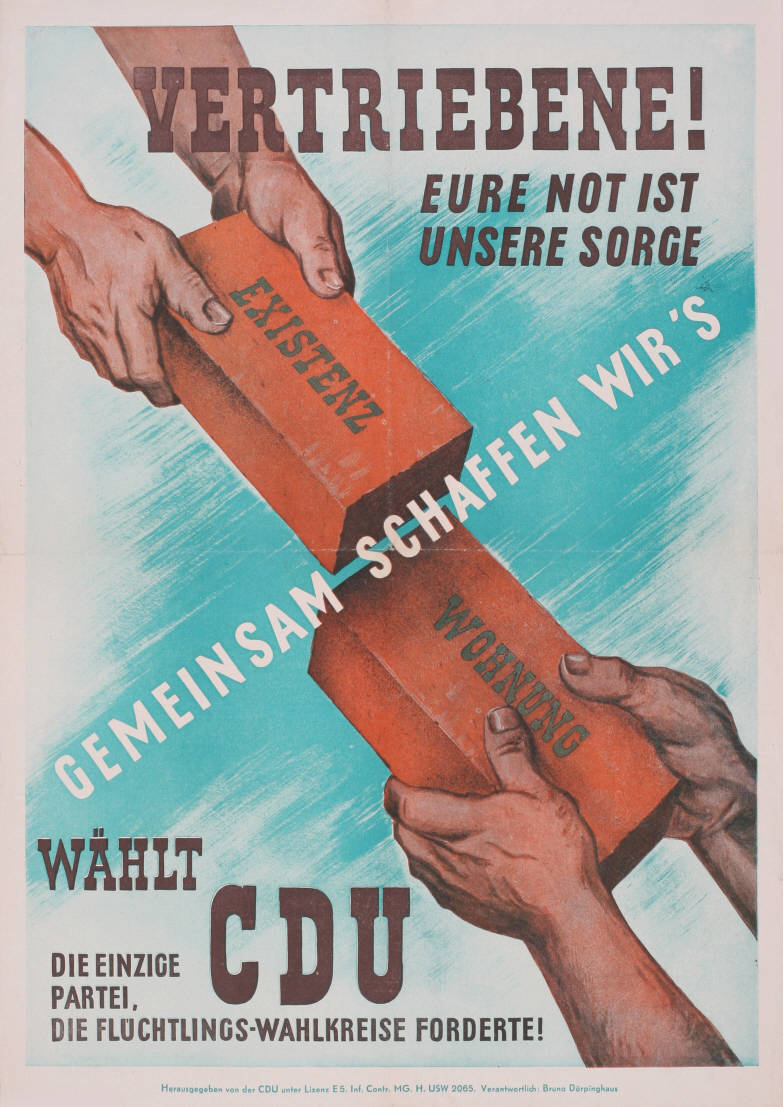
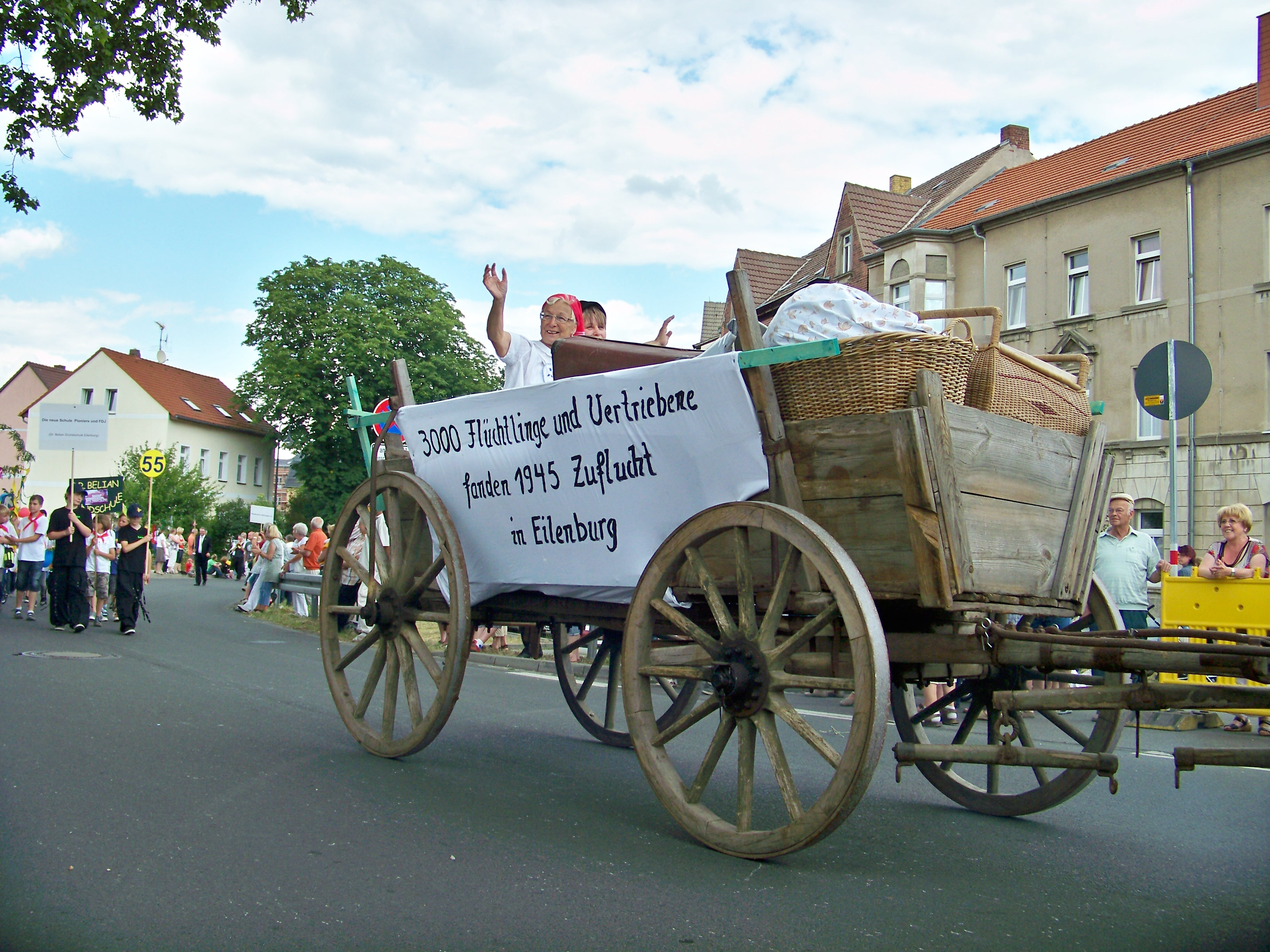
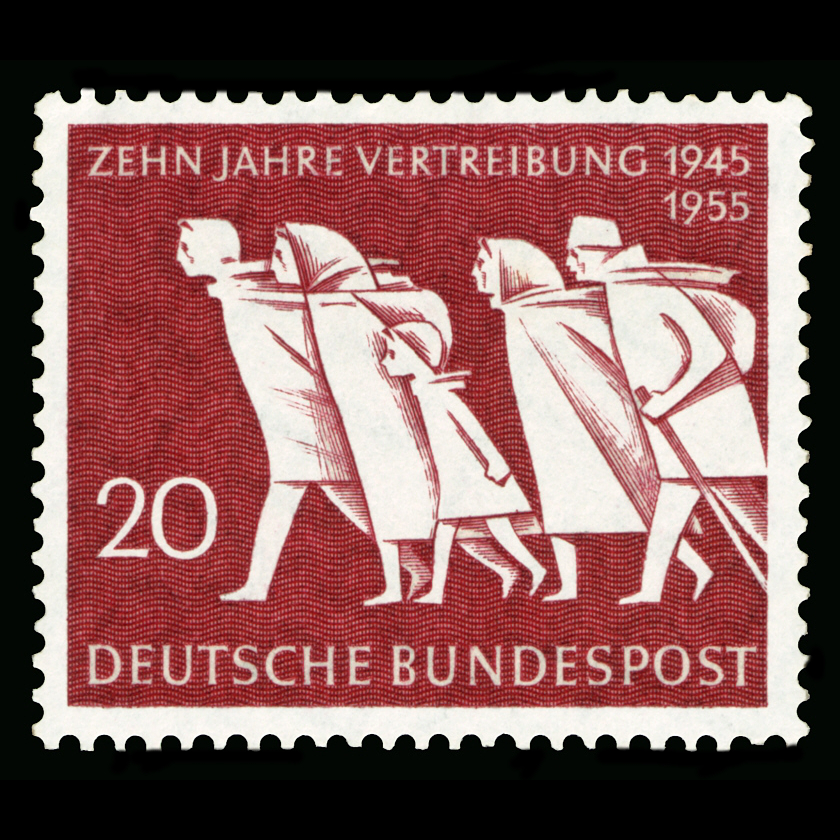

## Filmy
- Habermannův mlýn
- 7 dní hříchů
- Adelheid

Habermannův mlýn a 7 dní hříchů jsou snímky s tematikou divokého odsunu Němců z českého pohraničí v květnu 1945. K oběma napsal podle vlastní knihy scénář Josef Urban. Adelheid je pak, mimo jiné, pohled do situace v pohraničním ČSR a vztahu k němcům čekajícím na odsun.
- Die Vertriebenen – Hitlers letzte Opfer 1–3

Dokumentární film od režisérů Henryho Köhlera, Sebastiana Dehnhardta a Christiana Freye k dějinám poválečného odsunu německého obyvatelstva z východní Evropy. Odsun je zdokumentován na příkladech měst – Königsberg, Lodz, Breslau, Praha a Brno (Brněnský pochod smrti).
- Zabíjení po česku

Dokument o vraždách německých civilistů po druhé světové válce. Scénář a režie David Vondráček.
- Řekni, kde ti mrtví jsou

Dokument navazující na „Zabíjení po Česku“. Scénář a režie David Vondráček.
- Kde se valí kameny

Dokumentární film Josefa Urbana a Daniela Krzywoně připomíná události z jara roku 1945 v obci Leštině a okolních obcích.
- Töten auf Tschechisch – Die andere Seite der Vertreibung, 1. a 2. díl

Dokumentární film vydavatelství Kopp odvysílaný v pořadu televize ZDF – History vycházející z dokumentu Zabíjení po Česku.
- Fremde Heimat – Das Schicksal der Vetriebenen nach 1945, 1. a 2. díl

Dokumentární film, režie Henning Burk a Erika Fehse.Krajina ve stínu, režiséra Bohdana Slámy, r. 2020